# Storia del cristianesimo in età moderna

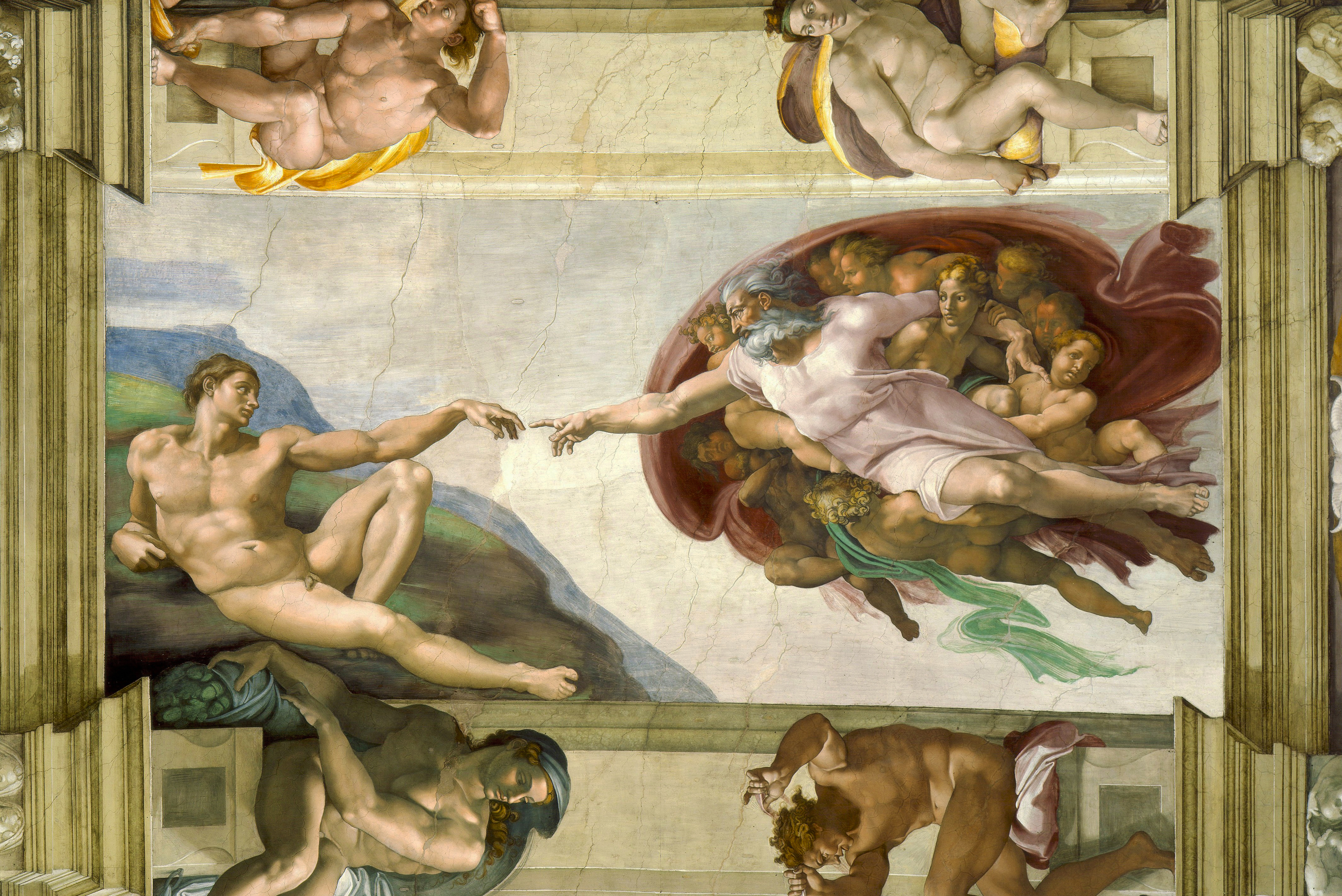
Creazione di Adamo, affresco di Michelangelo Buonarroti, databile 1511, per la volta della Cappella Sistina nella Città del Vaticano. La chiesa cristiana cattolica ebbe un ruolo importante nel Rinascimento

La storia del cristianesimo in età moderna tratta la storia del cristianesimo nel periodo storico che va dalla fine del medioevo, convenzionalmente fissato nel 1453 con la caduta di Costantinopoli, alla rivoluzione francese che sconvolse l'Europa tra il 1789 e il 1799. Sotto la dominazione ottomana i fedeli della Chiesa ortodossa e delle Chiese ortodosse orientali vennero inquadrati nei millet delle comunità religiose non musulmane, a cui era concesso di professare la propria fede senza essere perseguitati, seppur con alcune limitazioni. Tuttavia nel mutato contesto politico il cristianesimo bizantino andò in crisi, mentre la Chiesa ortodossa russa, che già aveva raggiunto l'autocefalia senza l'approvazione di Costantinopoli, divenne il punto di riferimento dell'ortodossia. Tale ruolo venne sancito formalmente nel 1589 quando il patriarca di Costantinopoli, Geremia II Tranos, in Russia per un viaggio insediò dopo aver ricevuto pressione il metropolita Giobbe come «patriarca di Mosca e di tutta la Russia», titolo poi confermato dagli altri patriarchi orientali.
Nel frattempo in occidente la Chiesa cattolica stava attraversando un periodo di smarrimento. Già da tempo i pontefici del Rinascimento e gli alti ecclesiastici si erano dimostrati più propensi a curare gli affari terreni piuttosto che dedicarsi alla propria missione spirituale. Un clero ignorante e una religiosità popolare che spesso sconfinava nella superstizione completano il quadro generale di decadenza. Molti avevano colto la necessità di una riforma della Chiesa, ma senza che si riuscisse a compiere atti concreti; il punto di svolta si ebbe quando un monaco tedesco, Martin Lutero, pubblicò le sue 95 tesi contro la diffusa pratica della vendita delle indulgenze. Tali tesi ebbero un'enorme diffusione in tutta Europa, dando inizio a quella che è conosciuta come "Riforma protestante" e con la quale si romperà definitivamente l'unità religiosa europea, dando vita a nuove confessioni come il luteranesimo, il calvinismo, lo zwinglianesimo e l'anglicanesimo in Inghilterra. Come risposta al protestantesimo i cattolici convocarono nel 1545 il Concilio di Trento, da cui scaturì una serie di misure di rinnovamento della Chiesa, note come "controriforma".
Tra il XVII e il XVIII secolo lo zar di Russia Pietro il Grande diede avvio a un processo di modernizzazione del paese e di accentramento che coinvolse pesantemente la Chiesa locale, che vide messe al bando le sue antiche tradizioni. Nel 1700, alla morte del patriarca di Mosca Adriano, lo zar decise di non nominare immediatamente un successore, ma di designare un luogotenente. Il periodo di sede vacante venne utilizzato per dare attuazione a una profonda riorganizzazione della Chiesa russa secondo i caratteri assolutistici del nuovo regime. L'amministrazione centrale della Chiesa venne trasformata in un dipartimento dello stato, con il nome di "Santo Sinodo di governo", sotto il controllo del governo. Anche ad occidente la Chiesa di Roma subì l'accentramento di potere degli stati nazionali governati da una monarchia assoluta, decisa a controllare anche gli affari ecclesiastici, una politica conosciuta come "giurisdizionalismo". L'apice si ebbe nel XVIII secolo, l'età dei lumi, quando alcuni regnanti, in particolare quelli della potente casata degli Asburgo-Lorena promossero nei propri territori riforme che incisero profondamente sull'autonomia della Chiesa (giuseppinismo). I cattolici del settecento dovettero far fronte anche al movimento illuminista che accusava le religioni di essere causa delle "tenebre" che offuscavano la vita delle persone, proponendo la fede nella ragione e nella razionalità come unica via di evoluzione.

## Contesto storico

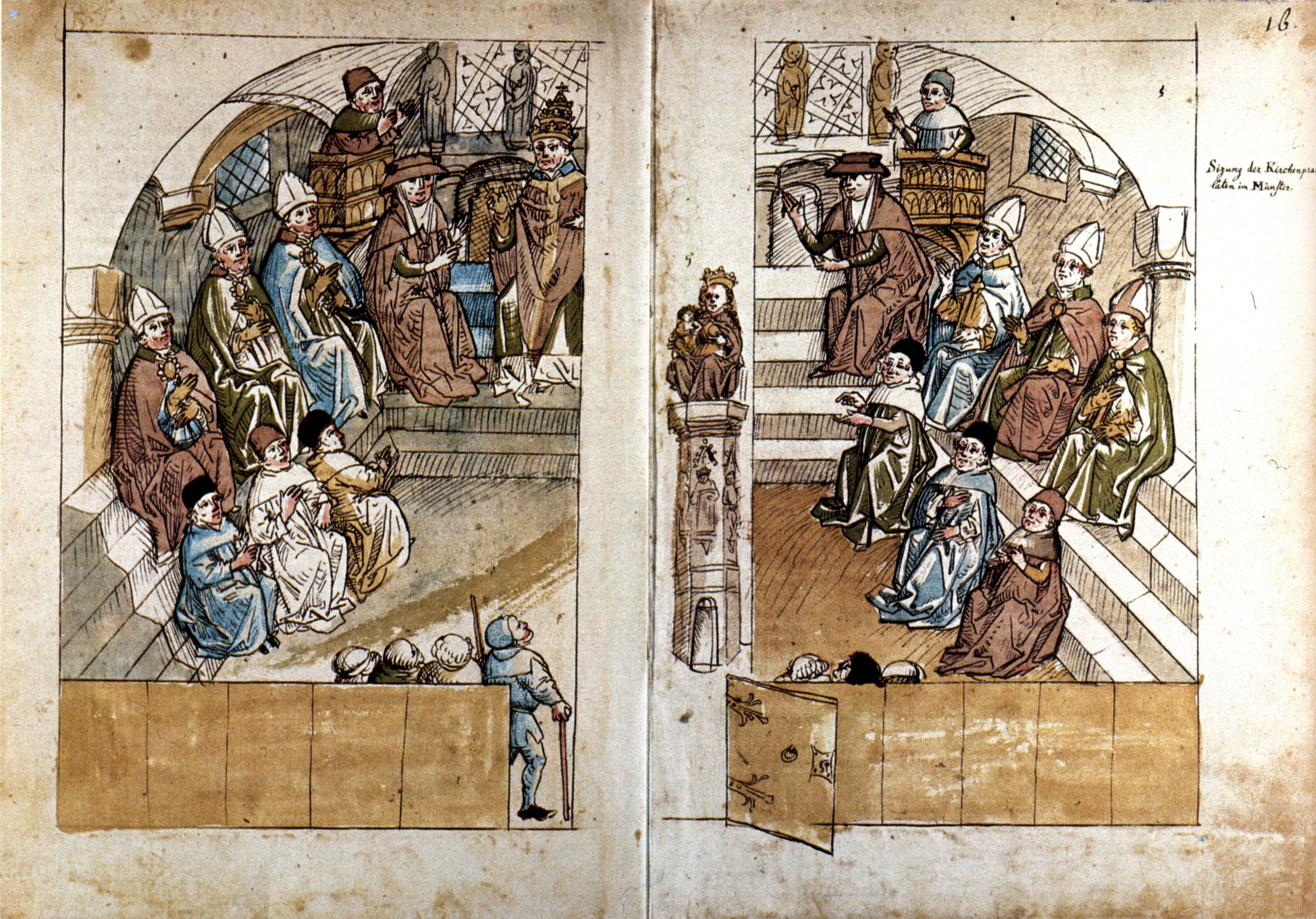
Il Concilio di Costanza del 1418 mise fine allo scisma d'Occidente ma anche contribuì ad evidenziare la crisi che la Chiesa Cattolica stava attraversando

La caduta di Costantinopoli del 1453 ad opera dei turchi ottomani segnò uno spartiacque per la storia della Chiesa ortodossa d'oriente e la Chiesa cattolica d'occidente. Tra le due comunità vi erano state profonde divisioni fin dai primi secoli del cristianesimo, che poi si erano progressivamente aggravate fino ad arrivare alla reciproca scomunica del 1054 che portò al grande scisma. Nonostante alcuni tentativi infruttuosi di riconciliazione, lo scisma perdura ancora agli inizi del XXI secolo. La dominazione ottomana non cancellò il cristianesimo dai territori dell'ormai defunto impero bizantino, ma la mise in grande crisi come religione minoritaria in uno stato islamico; diversamente la Chiesa ortodossa russa, autocefala dal 1448, poté affermarsi progressivamente.
Non più facile era la situazione in cui versava la Chiesa d'occidente. Il grave Scisma d'Occidente che l'aveva divisa tra il 1378 e il 1418, in cui si era arrivati ad avere ben tre papi, aveva profondamente minato la sua autorità sullo scenario politico europeo e aveva creato un grave sconcerto nelle masse dei fedeli divise tra le diverse obbedienze. A fronte di ciò si erano elevate diverse voci critiche, concretizzatesi in movimenti che chiedevano una riforma della Chiesa, tra cui i lollardi, che si ispiravano agli insegnamenti del teologo inglese John Wyclif, e gli hussiti, seguaci di Jan Hus. Il Concilio di Costanza che aveva ricomposto lo scisma aveva sollevato l'attenzione verso la teoria del "conciliarismo", che metteva in discussione il potere assoluto che il pontefice era riuscito a conquistare a partire dalla riforma dell'XI secolo.

## Papato e Chiesa cattolica nel rinascimento (1449-1517)

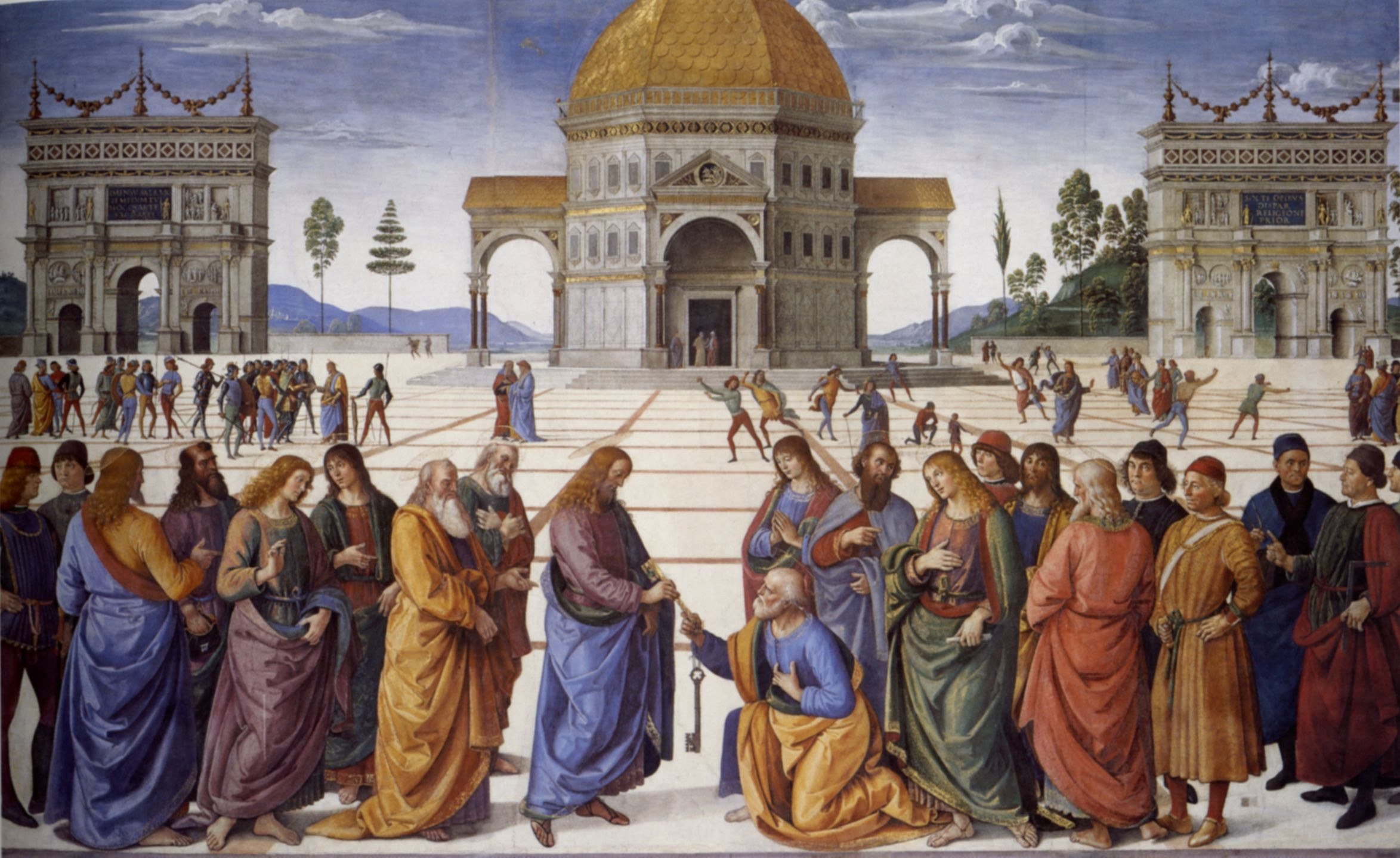
Perugino, Consegna delle chiavi affresco della cappella Sistina, uno dei tanti capolavori che contraddistinse il rinascimento romano di cui i papi furono indiscutibilmente i fautori.

Nell'età del Rinascimento, almeno dopo la morte di Paolo II nel 1471, allo splendore culturale e civile si contrappone la mancanza di un autentico spirito religioso al vertice della gerarchia ecclesiastica. Se da un lato il Papato e la Chiesa in genere accolsero favorevolmente lo sviluppo culturale e artistico del tempo, da un altro non mancarono gli aspetti negativi. La Curia romana viveva in un lusso fastoso: ogni cardinale aveva la sua corte, con palazzi e ville entro e fuori le mura. Il nuovo tenore di vita esigeva forti spese, alle quali si faceva fronte con tutti mezzi, leciti e illeciti. A questo bisogna aggiungere la vita privata dei Papi, che oltre al nepotismo diffuso (per favorire non solo i nipoti, ma talvolta i propri figli illegittimi), era macchiata da gravi immoralità, il cui apice negativo fu papa Alessandro VI (1492-1503). I pontefici si curavano poco degli aspetti pastorali dedicandosi piuttosto ad intrighi politici e a affari terreni, tanto che il papato fu uno dei protagonisti delle guerre d'Italia del XVI secolo.
Accanto a ciò, alla corte papale vennero accolti numerosi artisti e si sviluppò un ampio mecenatismo, che ben presto trasformò Roma in una città pienamente rinascimentale, trasformata dalle nuove e costose opere. Papa Niccolò V fondò il primo nucleo di quella che sarà la Biblioteca apostolica vaticana e diede inizio al progetto di ricostruzione della Basilica di San Pietro, Pio III fu un dotto umanista, Sisto IV è ricordato per aver commissionato la costruzione della cappella Sistina la cui volta verrà poi affrescata da Michelangelo su richiesta di papa Giulio II, ma praticamente tutti i papi dell'epoca si prodigarono per l'arte e la cultura.
I papi furono anche impegnati nel predicare una nuova crociata contro l'impero ottomano con la speranza di riconquistare la Costantinopoli e la Terra santa, tuttavia i loro appelli e tentativi caddero sempre nel vuoto, segno del loro scarso potere di influenza sui regni d'Europa e della latente divisione che già caratterizzava la società cristiana europea dell'epoca. Bisognerà aspettare la seconda metà del XVI secolo perché i regni cristiani si coalizzino contro il pericolo turco, cogliendo una vittoria a Lepanto nel 1571.
La corruzione morale che affiggeva i vertici ecclesiastici si era inevitabilmente ripercossa su tutta la cristianità: la Chiesa cattolica non era in grado di rispondere adeguatamente alle ansie dei fedeli che, dal tempo della peste nera del XIV secolo, viveva costantemente con il terrore della dannazione eterna. Tali paure sfociavano in pratiche religiose che spesso sconfinavano nella superstizione e nella magia. La paura dell'inferno era mitigata dal ricorso sempre più popolare alla pratica delle indulgenze, ovvero la possibilità di cancellare una parte ben precisa delle conseguenze di un peccato; una consuetudine che tuttavia aveva assunto nel tempo connotati degenerati ben lontani dall'idea originale di sincero pentimento, arrivando fino alla loro vendita dietro corrispettivo in denaro. La desacralizzazione degli aspetti religiosi, dovuta a una generale confusione tra spirituale e materiale, era aggravata dall'oscurità dei testi sacri per la maggior parte dei fedeli; l'accesso alla Bibbia necessitava della mediazione di un clero a sua volte spesso ignorante, svuotandone il significato e la spiritualità.

## La Chiesa ortodossa all'inizio dell'età moderna

### Bisanzio e la dominazione ottomana

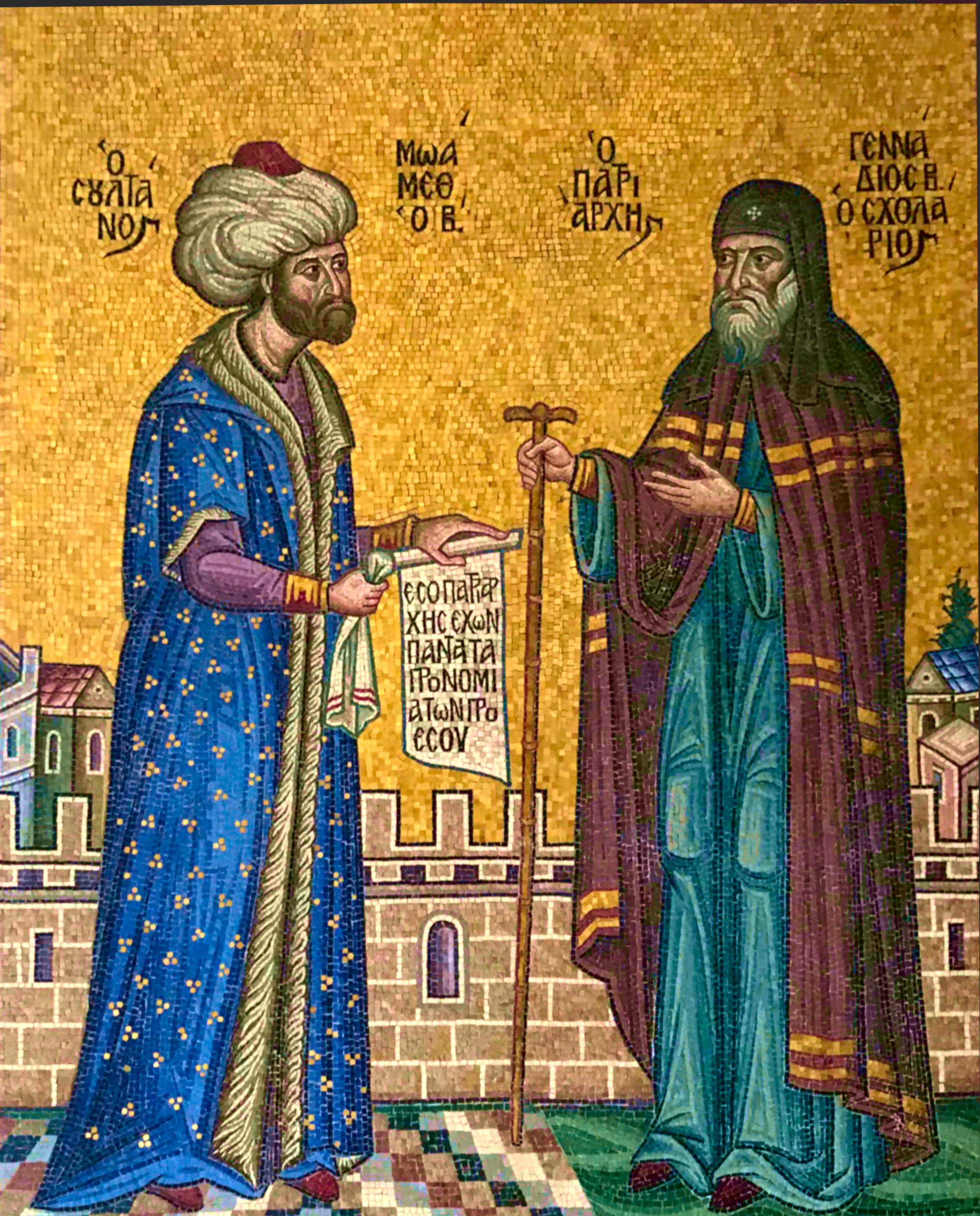
Il patriarca di Costantinopoli Gennadio II con il sultano ottomano Maometto II raffigurati in un mosaico dei XX secolo

La conquista di Costantinopoli del 1453 da parte di Maometto II fu solo una parte dell'espansione dell'impero ottomano che arrivò a comprendere nel giro di poco più di un secolo l'Africa settentrionale, l'odierno Iraq, i Balcani e gran parte dell'Europa orientale. Nonostante la religione di stato ottomana fosse l'Islam, le usanze turche erano relativamente permissive verso le altre fedi. Sotto il dominio ottomano le popolazioni non musulmane erano inquadrate in comunità, millet, la cui vita interna era regolata da proprie leggi e consuetudini con una propria autonoma giurisdizione sulle questioni ecclesiastiche e della sfera religiosa, nonché nelle cause civili che non coinvolgessero musulmani. Ai non islamici era comunque vietato ogni tipo di proselitismo e dovevano sottomettersi al dominio del califfato e all'amministrazione politica musulmana. Con il nome Rūm millet (millet-i Rûm) era conosciuta la comunità che comprendeva tutti i cristiani ortodossi che vivevano nei domini ottomani e alla cui guida vi era il patriarca di Costantinopoli, a cui erano concessi privilegi e garanzie tra cui quella di poter essere sollevato solo da un sinodo. Non solo, quindi, il cristianesimo ortodosso poté sopravvivere ai nuovi dominatori islamici, nonostante le evidenti difficoltà, ma poté trovare nel nuovo impero, dopo la disgregazione di quello bizantino, un'unica entità politica a cui tutti i propri fedeli appartenevano.
Tuttavia, perché tali privilegi potessero essere costantemente confermati era necessario che il patriarca versasse ingenti tributi alle autorità ottomane e dunque le ricche famiglie mercantili cristiane, prevalentemente greche, iniziarono a svolgere un ruolo fondamentale nella vita della Chiesa ortodossa d'oriente. Inoltre, sempre più spesso il Divano (il governo ottomano) ricorreva agli esponenti di tali ricche famiglie, detti fanarioti, per ricoprire incarichi di prestigio nei quali era necessario avere familiarità con il mondo europeo; si arrivò ad affidare a loro il governo dei voivodati cristiani di Valacchia e Moravia.
Con il patriarcato costantinopolitano fermamente nelle mani delle potenti famiglie greche e l'affermazione del suo prestigio e autorità, si instaurò un processo di ellenizzazione degli altri patriarcati d'oriente, ora tutti in mano ai turchi ottomani (Alessandria, Gerusalemme, Antiochia), di fatto governati dal patriarca di Costantinopoli. Tra i vari aspetti di questa ellenizzazione della Chiesa ortodossa, vi è da menzionare la progressiva introduzione, della lingua greca per la liturgia.

### Nascita e sviluppo della Chiesa ortodossa russa

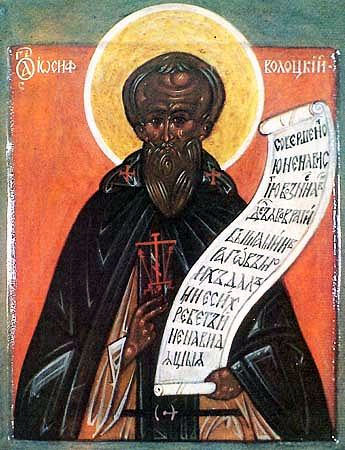
Il monaco russo Giuseppe di Volokolamsk, la sua azione fu fondamentale per plasmare la chiesa ortodossa russa dopo che era diventata formalmente autocefala nel 1448 staccandosi da quella di Kiev

Fallito il tentativo del metropolita Isidoro di Kiev di riunire la Chiesa ortodossa con quella cattolica, nel 1448 un sinodo di vescovi tenutosi a Mosca proclamò come suo successore Giona di Mosca senza aver ottenuto l’approvazione del patriarca di Costantinopoli. Un concilio successivo, tenutosi nel 1459, ruppe definitivamente con la Chiesa costantinopolitana, sancendo di fatto l'autocefalia del patriarcato di Russia e riconoscendo al solo gran principe di Mosca l’esclusiva autorità a riconoscere la legittimità dei metropoliti di Russia. Già il suo successore, Teodosio, venne nominato dal gran principe Basilio II come "metropolita di Mosca e di tutta la Rus'", abbandonando il titolo di "metropolita di Kiev". L’indipendenza della chiesa moscovita non ruppe comunque i vincoli religiosi con la comunità delle Chiese ortodosse, con cui invece continuarono i rapporti con Mosca che conquistò via via un ruolo sempre più di primo piano.
Nel frattempo, a Kiev, una parte del clero e dei fedeli era rimasta fedele a Roma, tanto che furono nominati alcuni vescovi con il titolo di "metropolita di Kiev, Halyč e Rutenia". Tuttavia, la situazione mutò quando il re polacco e cattolico, Casimiro IV Jagellone, preferì avere una gerarchia orientale in comunione con Costantinopoli insieme alle altre terre russe che si trovavano sotto il dominio del Granducato di Lituania. «Ormai a fianco di un metropolita di Kiev, limitato ai territori polacco-lituani e legato a Costantinopoli secondo l'antico ordine canonico, sarebbe esistito un metropolita autocefalo di Mosca».
Dopo la caduta di Costantinopoli, in Russia si prese sempre più coscienza di essere l'ultimo baluardo della vera ortodossia. Nel 1510 il monaco Filoteo si rivolse al principe Basilio III chiamandolo «zar » (imperatore) e riconoscendo il lui il capo della Terza Roma. Nel 1547, il principe Ivan IV si fece incoronare imperatore di tutte le Russie. Lo sforzo per fare di Mosca la «terza Roma» mancava di una sanzione finale: il capo della Chiesa russa mancava del titolo di patriarca. La cosa fu sancita nel 1589 quando il patriarca di Costantinopoli, Geremia II Tranos, in Russia per un viaggio, su pressione dei suoi ospiti, insediò il metropolita Giobbe come «patriarca di Mosca e di tutta la Russia», titolo che venne poi confermato dagli altri patriarchi orientali.
Oltre agli aspetti più politici, la Chiesa ortodossa russa dell'inizio del XVI secolo fu caratterizzata al suo interno anche da vivaci dibattiti teologici. Tra i protagonisti assoluti vi fu il monaco Giuseppe di Volokolamsk, fervente sostenitore di una riforma della società russa in chiave religiosa che prendesse ispirazione dalle comunità monastiche. Giuseppe promosse una maggior moralità della comunità dei fedeli, una più accurata formazione del clero, una rinnovata cura per le celebrazioni del culto. La sua azione fu anche di contrasto all’eresia, diffusa in tutta la Moscovia e in particolare quella del movimento dei giudaizzanti, per la quale non risparmiò l’uso della forza in ossequio alla sua visione della società assimilata al monastero. Durante il Sobor del 1503, Giuseppe e i suoi sostenitori riuscirono anche a impedire la realizzazione del progetto di eliminazione della proprietà fondiaria monastica, portato avanti dai "nestjažateli" (non-possessori) che si riconoscevano nelle posizioni di Nilo di Sora. Giuseppe di Volokolamsk è ricordato, inoltre, per essere stato uno dei sostenitori del cesaropapismo in Russia, sostenendo che il sovrano fosse l'erede diretto dell'imperatore bizantino e che il suo potere fosse da considerarsi illimitato e meritevole di obbedienza da parte di tutti, inclusa la Chiesa. Allo zar infatti andava attribuito anche il compito di nominare e controllare i vescovi.
La stagione riformistica della Chiesa ortodossa russa raggiunse il suo apice nel 1551, quando a Mosca si tenne lo Stoglavyj Sobor, conosciuto anche come Concilio dei cento capitoli, a cui parteciparono lo zar Ivan il Terribile, il metropolita Macario e di una rappresentanza della Duma dei boiardi. Il concilio venne riunito con l'intento di sostenere la Chiesa nella sua battaglia contro i movimenti eretici anti-feudali che si andavano diffondendo in quegli anni e di subordinare allo Stato il potere secolare della Chiesa.

## Chiese ortodosse orientali e Chiesa d'Oriente nell'età moderna

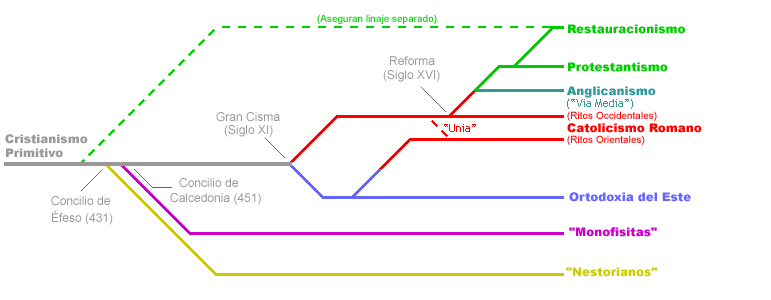
Ramificazione della cristianità

All'epoca dei grandi concili ecumenici dell'antichità alcune minoranze cristiane sostenitrici di alcune teorie cristologiche non ne accettarono alcune conclusioni teologiche e diedero vita a proprie Chiese cristiane autonome. Fu il caso della Chiesa nestoriana che non accettò le decisioni del Concilio di Efeso del 431 e delle Chiese ortodosse orientali non in comunione con gli esiti del concilio di Calcedonia del 451 riguardanti la natura di Cristo.
La Chiesa nestoriana, la cui dottrina è il nestorianesimo, si era diffusa soprattutto nell'impero persiano (nell'odierno Iraq) stabilendo la sede patriarcale a Seleucia al Tigri. Quando nel 1534 i turchi ottomani presero Baghdad la Chiesa d'Oriente, come è più frequentemente conosciuta la Chiesa nestoriana, venne messa sotto la giurisdizione della Chiesa apostolica armena, non riconoscendole un'autonoma personalità giuridica. Nel 1551 morì il catholicos Simone Bar Mama. Il suo successore avrebbe dovuto essere il nipote Simone Denha, in quanto il titolo doveva essere trasmesso ereditariamente, e in effetti alcuni vescovi procedettero alla sua elezione. Ma un gruppo di altri vescovi sostenne che Giovanni Sulaqa sarebbe stato più degno di Simone e lo elessero a loro volta (egli prese il nome di Shimun VIII). Questa doppia elezione provocò uno scisma. Shimun VIII decise un riavvicinamento con la Chiesa cattolica e ottenne da papa Giulio III il titolo di patriarca della Chiesa cattolica caldea, mentre per il nestorianesimo continuò nella Chiesa assira d'Oriente con un patriarca scelto "in linea ereditaria" e con sede a Alqosh. Nel 1662 il patriarca di Amida, Shimun XIII Denha, tornò sulle posizioni nestoriane, interruppe le relazioni con Roma, con il risultato che le Chiese non in comunione con Roma divennero due. Il suo successore Yosep I fece nuovamente atto di fede al cattolicesimo e nel 1681 venne riconosciuto da Roma come pastore dei credenti siro-orientali ancora fedeli al pontefice. Nel 1771 il patriarca di Alqosh, Eliyya XII, sottoscrisse una professione di fede cattolica, creando una situazione di due presuli in comunione con Roma e uno non in comunione. La professione di fede di Eliyya XII fu ripudiata nel 1778 dal suo successore Eliyya XIII. La Santa Sede nel 1783 riconobbe un suo rivale, il catholicos Yukhannan VIII Hormizd, come vescovo di Mosul e amministratore delle Chiese caldee non soggette al patriarcato di Amida. Si dovrà attendere il secolo successivo per risolvere la situazione in cui vi erano due presuli cattolici e due patriarchi non in comunione con Roma.

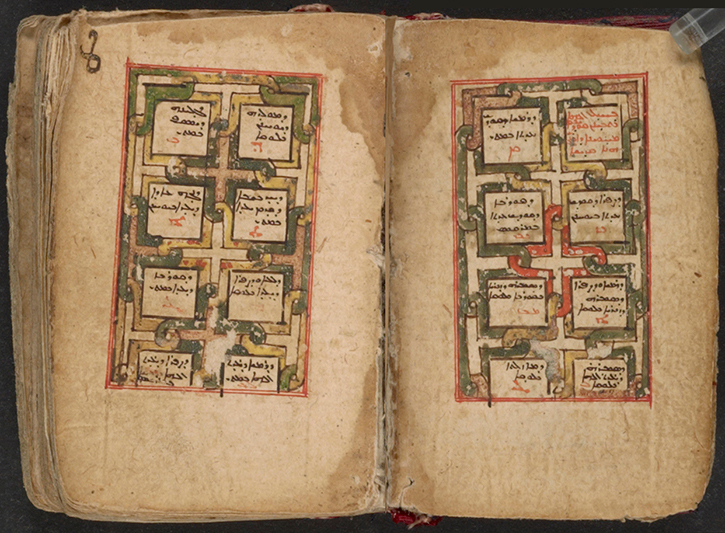
Vangelo del tardo XVIII secolo della Chiesa assira d'Oriente

Le Chiese ortodosse orientali sono dette anche pre-calcedonesi poiché accettano le decisioni dei primi tre concili, ma non quelle del quarto, quello di Calcedonia, abbracciando invece la dottrina miafisita. La Chiesa ortodossa siriaca, l'apostolica armena e quella copta si trovarono dalla metà del XV secolo sotto la dominazione ottomana andarono a costituire un millet, senza distinzione tra di esse; ciò comunque garantiva loro una certa autonomia e il riparo da persecuzioni o repressioni. I patriarchi a capo della comunità fungevano da raccordo tra i fedeli e la Sublime porta. La Chiesa ortodossa malankarese dovette fare i conti con i primi missionari cattolici giunti in India nei primi anni del XV secolo a seguito del viaggio di Vasco da Gama. Considerati eretici in quanto si erano nei secoli dotati di una propria liturgia e di propri testi sacri, vennero sottoposti dagli europei ad un processo di latinizzazione che si concluse completamente con il sinodo di Diamper del 1599, in cui si dettero alle fiamme la maggior parte degli antichi scritti liturgici in siriaco. Tuttavia, mezzo secolo più tardi, nel 1653, circa 25 000 cristiani locali si ribellarono, nella cosiddetta rivolta della Croce di Coonan, giurando di non accettare i vescovi gesuiti impostigli. Tra il 1780 e il 1792 i cristiani malankeresi furono vittime della repressione del sultano musulmano Fateh Ali Tipu che provocò a loro al distruzione di molte chiese e diverse vittime oltre a costringerli a trasferire la propria sede a Kottayam.
Quando nel 1468 il re Zara Yaqob salì al trono intraprese una serie di riforme della Chiesa ortodossa etiope al fine di superare le divisioni presenti al suo interno. Alcuni anni più tardi, sotto il regno di Lebna Denghèl, il paese venne invaso più volte da forze islamiche che devastarono chiese e monasteri. Grazie al soccorso dei portoghesi la minaccia dei musulmani venne sventata, ma gli europei chiesero che la Chiesa etiope facesse atto di comunione verso quella cattolica. Come risposta il re Galaudeuòs scrisse le "Confessioni" nella quale ribadì e difese le dottrine della Chiesa ortodossa d'Etiopia. Nel corso del XVII secolo arrivano nel paese i gesuiti che riuscirono a convertire il re Susenyos I, ma non il popolo, che costrinse il sovrano ad abdicare. Il figlio Fāsiladas espulse i gesuiti nel 1633 per via del loro continuo proselitismo, creando un clima di sospetto verso i missionari europei.

## La Riforma protestante in occidente

### Origini e cause della Riforma

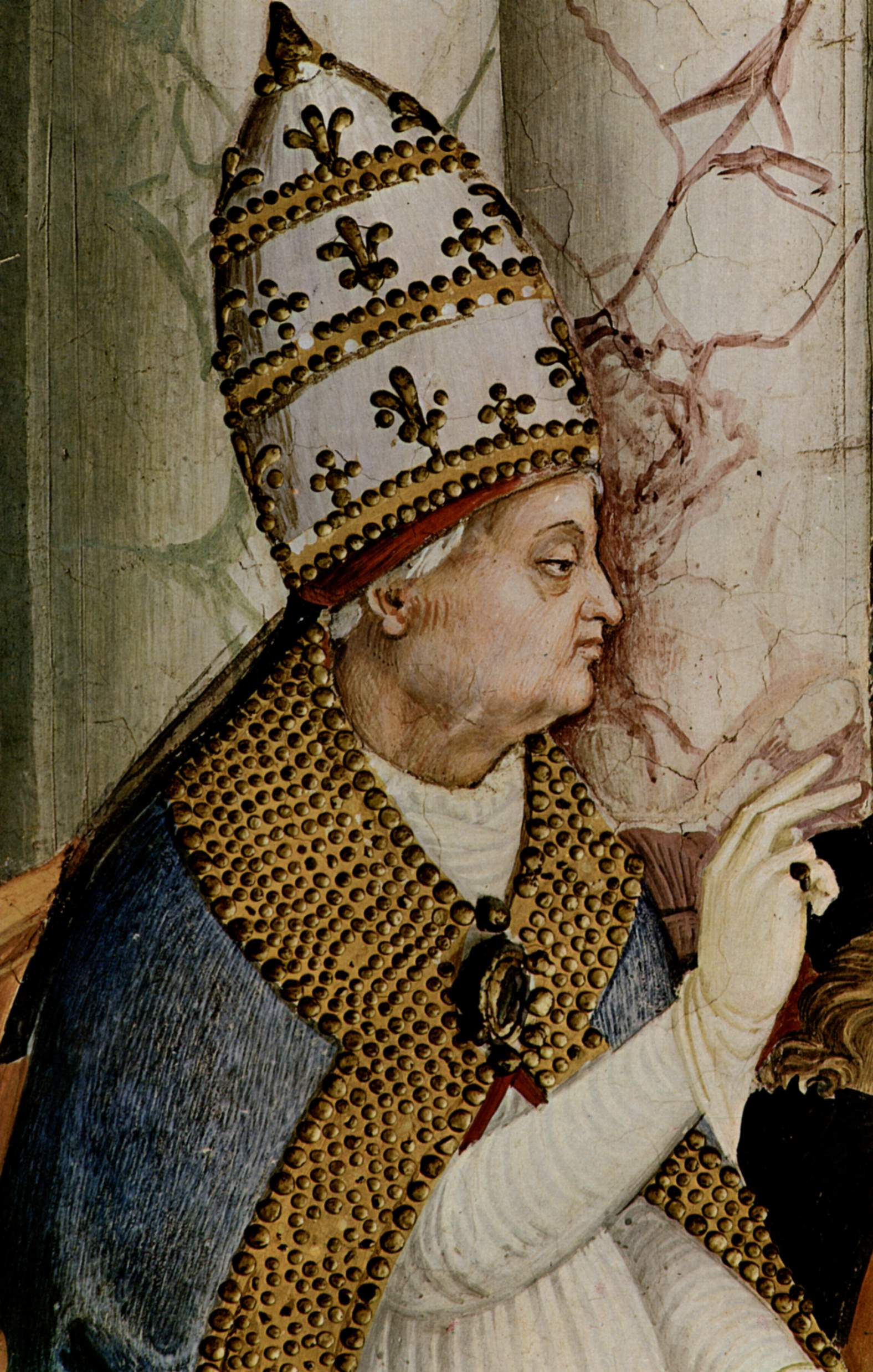
Papa Pio II, durante il suo pontificato intraprese un'azione di concreta riforma della Chiesa, che però non ebbe particolare seguito tra i suoi immediati successori

Alla fine del XV secolo la Chiesa viveva una crisi morale, spirituale e di immagine. A livello del papato e dell'alto clero questa crisi si manifestava con l'assunzione di pratiche e comportamenti che niente avevano a che vedere con la fede. I papi erano occupati nella difesa del proprio Stato, con continue guerre che dissanguavano le economie dello Stato Pontificio,. Il nepotismo era diffuso a tutti i livelli, a cominciare dai papi. La consuetudine di accumulare i benefici ecclesiastici (con le rendite ad essi connessi) era pratica comune. Il basso clero, scarsamente istruito e senza alcuna preparazione specifica, contribuiva a fare della religione un insieme di pratiche più vicine alla superstizione che alla fede.
È stato sottolineato come in ambito cattolico, in risposta a tale decadenza, vi fossero già dal XIII secolo dei movimenti che chiedevano una profonda riforma della Chiesa che la riportasse ai valori originari e ad una dimensione più spirituale che terrena. Tale esigenza era emersa anche tra i vertici, come auspicato dal Concilio di Costanza, che aveva messo fine al Grande Scisma d'Occidente, o dal Concilio di Basilea. Tuttavia, questi tentativi di rinnovamento non riuscirono mai ad essere sufficientemente incisivi, rimanendo relegati a contesti marginali, con scarso seguito o teologicamente deboli. Una concreta azione riformistica venne intrapresa da papa Pio II a metà del XV secolo, ma non trovò continuità tra i suoi successori. Fu solo agli inizi del XVI secolo che queste correnti riformatrici poterono concretizzarsi in un'azione che cambiò radicalmente il cristianesimo occidentale, arrivando a rompere quell'unità che l'aveva contraddistinto dall'inizio. Nonostante alcuni caratteri in comune, molteplici furono i movimenti che irruppero nella scena religiosa, tanto che non è del tutto corretto considerare la Riforma come un fenomeno unico, ma bensì come un variegato universo di modelli riformistici che si diffusero in gran parte dell'Europa sebbene con diversa intensità.
Gli storici hanno messo in luce una molteplicità di cause, sociali, politiche, economiche, che contribuirono all'avvio della Riforma. Alcuni studiosi, come Lucien Febvre, hanno considerato preponderante la situazione di disagio morale che stava vivendo la Chiesa cattolica osservando che «nel Cinquecento era diffuso un desiderio di una nuova religiosità, lontana dalla superstizione del popolo e dall'aridità dei dottori scolastici, purificata da ogni ipocrisia, ansiosa di una certezza che assicurasse un'autentica pace interna». Prima di lui, Friedrich Engels, aveva messo l'accento sulle gravi tensioni sociali, all'epoca ben presenti, identificando nella Riforma la manifestazione dell'insofferenza dei contadini che si trovavano nella maggior parte dei casi in una condizione servile.

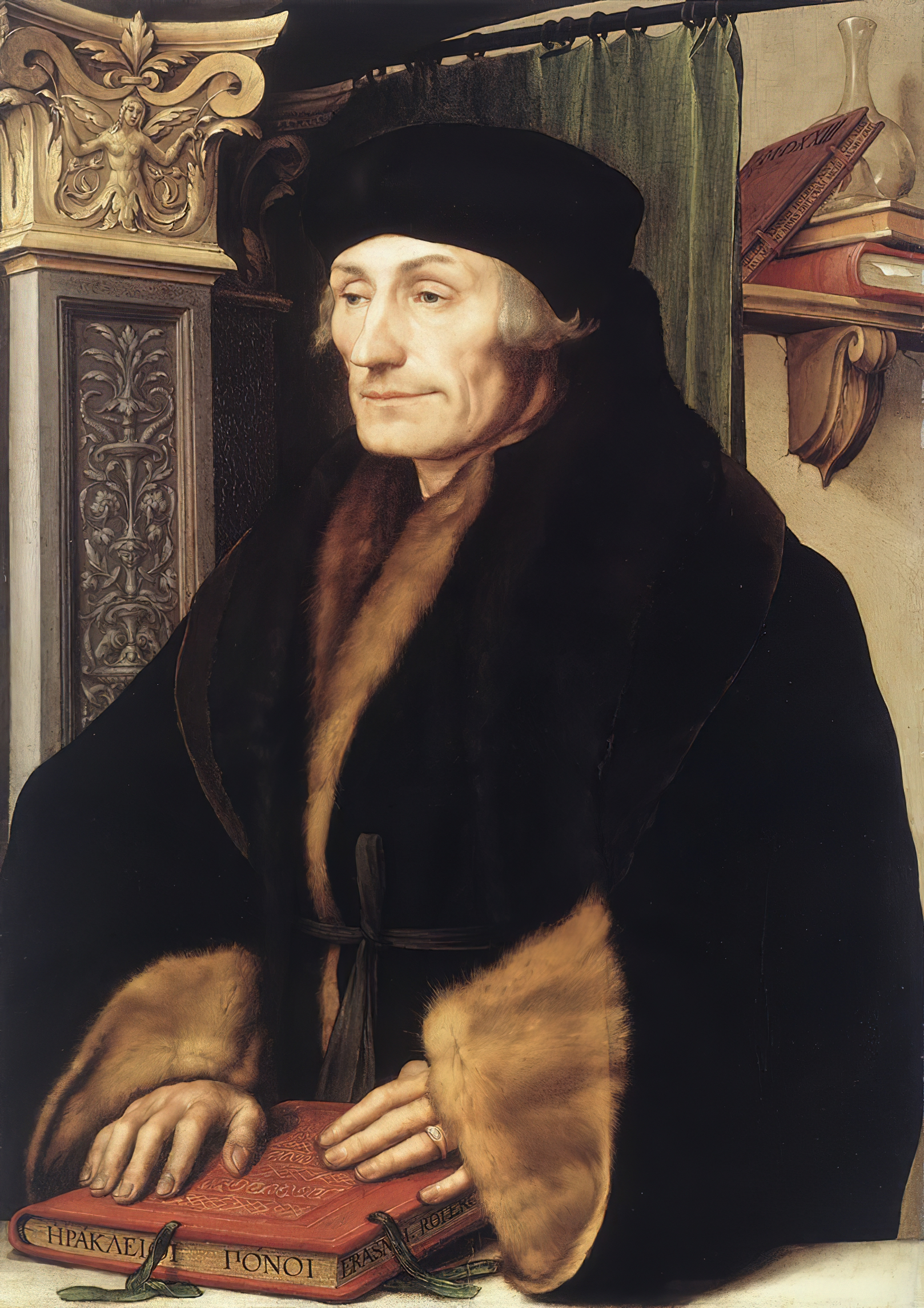
Il celebre umanista Erasmo da Rotterdam, in un ritratto di Holbein il Giovane. La diffusione delle idee umanistiche fu fondamentale per creare il substrato culturale su cui crebbero le idee riformistiche

La veloce circolazione delle idee umanistiche favorita dalla recente invenzione della stampa a caratteri mobili, fu senza dubbio fondamentale per creare il substrato ideologico su cui crebbe l'idea riformistica; la stessa stampa fu poi determinante perché tali idee potessero diffondersi rapidamente. L'attività filologica intrapresa dagli umanisti portò alla traduzione di molti classici latini e greci compresi gli scritti dei padri della Chiesa (come Origine, Sant'Agostino, San Girolamo, Giovanni Crisostomo,...) facendo riscoprire e apprezzare i caratteri della Chiesa antica a scapito di quella coeva. Erasmo da Rotterdam insegnava di come la spiritualità dovesse avere un ruolo predominante rispetto all'esteriorità e alle cerimonie. Se tra gli umanisti crescevano le idee che avrebbero contribuito alla Riforma, la teologia cristiana tradizionale stava attraversando una grave crisi che contribuì ad accentuare il distacco tra il popolo e la Chiesa. I filosofi scolastici del XV secolo si perdevano in dispute finalizzate più ad esibire la propria finezza di pensiero che a perseguire un'autentica volontà di ricerca.
Anche la situazione politica svolse un ruolo decisivo per l'irrompere della Riforma. Durante lo Scisma d'occidente, i principi avevano ricevuto grandi concessioni affinché si fossero schierati a favore di un'obbedienza o dell'altra, comportando così il loro rafforzamento e l'affermazione della tendenza verso la formazione delle Chiese nazionali. La cattività avignonese aveva fatto apparire il papa come schierato dalla parte della monarchia francese, rendendolo quindi nemico del Regno d'Inghilterra, impegnato contro la Francia nella guerra dei cent'anni; in Germania i principi si erano più volte appropriati delle prerogative ecclesiastiche nei propri territori; in Spagna la potente inquisizione spagnola era sotto il diretto controllo dello stato. La progressiva trasformazione del feudalesimo verso lo Stato assoluto stava irrimediabilmente compromettendo il potere del papato suoi sovrani europei.
A fronte di tutto ciò, l'inizio della Riforma non fu un evento casuale, ma il concretizzarsi di una situazione che da tempo si era venuta a formare da molteplice cause; lo storico Giacomo Martina afferma che «Lutero non determinò il sorgere della rivolta, ma ne affettò il momento e vi gettò il peso della sua forte personalità accrescendone l'efficacia».

### Martin Lutero e il luteranesimo

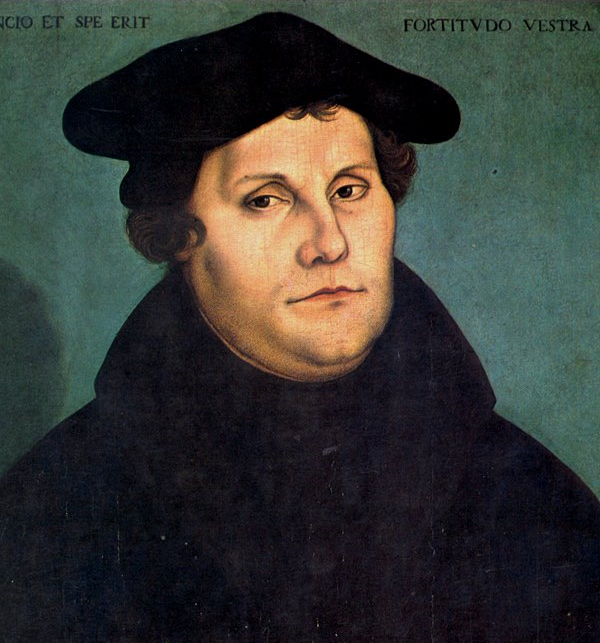
Martin Lutero

Sebbene, come visto, la Riforma non fu un unico e distinto movimento, fu certamente grazie alla spinta di Martin Lutero che la Causa Reformationis divenne uno dei punti nevralgici e centrali di tutto il XVI secolo. Nato nel 1483, Lutero si formò nell'università di Erfurt in un ambiente fortemente influenzato dalle teorie di Guglielmo di Occam; divenuto monaco agostiniano nel 1505, insegnò successivamente etica, dogmatica ed esegesi a Wittenberg. Profondamente turbato dall'idea del peccato, tra il 1515 e il 1517, dopo aver riflettuto su un passo della Lettera ai Romani elaborò una nuova teoria in cui si asseriva che per la salvezza dell'anima non era necessario conseguire particolari meriti, ma era sufficiente abbandonarsi all'azione salvifica di Dio: bastava quindi credere per sapersi e sentirsi salvato. Da qui, Lutero arrivò ad altre conclusioni teologiche, tra cui quella in cui si negava il ruolo di intermediazione della Chiesa nell'interpretazione delle sacre scritture.
L'occasione per rendere pubbliche le sue teorie gli venne nel 1516 a seguito della predicazione nella provincia di Magdeburgo di Johann Tetzel. Tetzel aveva ricevuto dall'arcivescovo di Magonza Alberto di Hohenzollern l'incarico di vendere nelle sue diocesi l'indulgenza bandita da papa Leone X per finanziare il rifacimento della basilica di San Pietro. Scandalizzato da ciò, Lutero redasse 95 tesi che fece circolare tra i teologi al fine di suscitare un dibattito. In queste, non solo criticò la vendita delle indulgenze, ma espresse i suoi dubbi anche su simonia, suffragio dei defunti nel purgatorio, intercessione e culto dei santi e delle loro immagini.
Gli effetti delle tesi di Lutero sulla cristianità cattolica furono dirompenti: sebbene il teologo tedesco avesse trovato moltissimi sostenitori, molti e potenti avversari gli mossero gravi accuse. Nel 1520, al termine di un processo tenutosi a Roma, papa Leone X emise la bolla Exsurge Domine con cui si condannavano le 95 tesi intimando a Lutero la ritrattazione entro sei mesi, cosa che non avvenne e pertanto seguì la scomunica sua e di tutti i suoi seguaci con la bolla Decet Romanum Pontificem dell'anno successivo. Anche l'imperatore Carlo V si schierò contro il riformatore e fu soltanto grazie alla protezione dell'elettore di Sassonia Federico il Saggio, che Lutero poté presenziare alla dieta di Worms, in cui venne ribadita la sua condanna, senza che venisse messa a repentaglio la sua incolumità..
Negli anni seguenti i principi tedeschi sostenitori della riforma luterana aumentarono di numero, mentre i loro rapporti con l'imperatore si alternarono in periodi di compromesso quando Carlo V aveva bisogno di loro nelle guerre contro gli ottomani o contro Francesco I di Francia, a periodi di violenti scontri. L'instabile situazione che affliggeva la cristianità occidentale, divisa tra protestanti e cattolici, ebbe tra le sue vere manifestazioni il tragico sacco di Roma del 1527 ad opera dei Lanzichenecchi, truppe tedesche mercenarie di fede e di sentimenti antipapali, al soldo dell'imperatore, ma in quel momento senza una vera guida. Il sacco, oltre ad essere stato una calamità per la città, rappresentò una vera umiliazione per la Chiesa cattolica, impegnata a contrastare il luteranesimo.

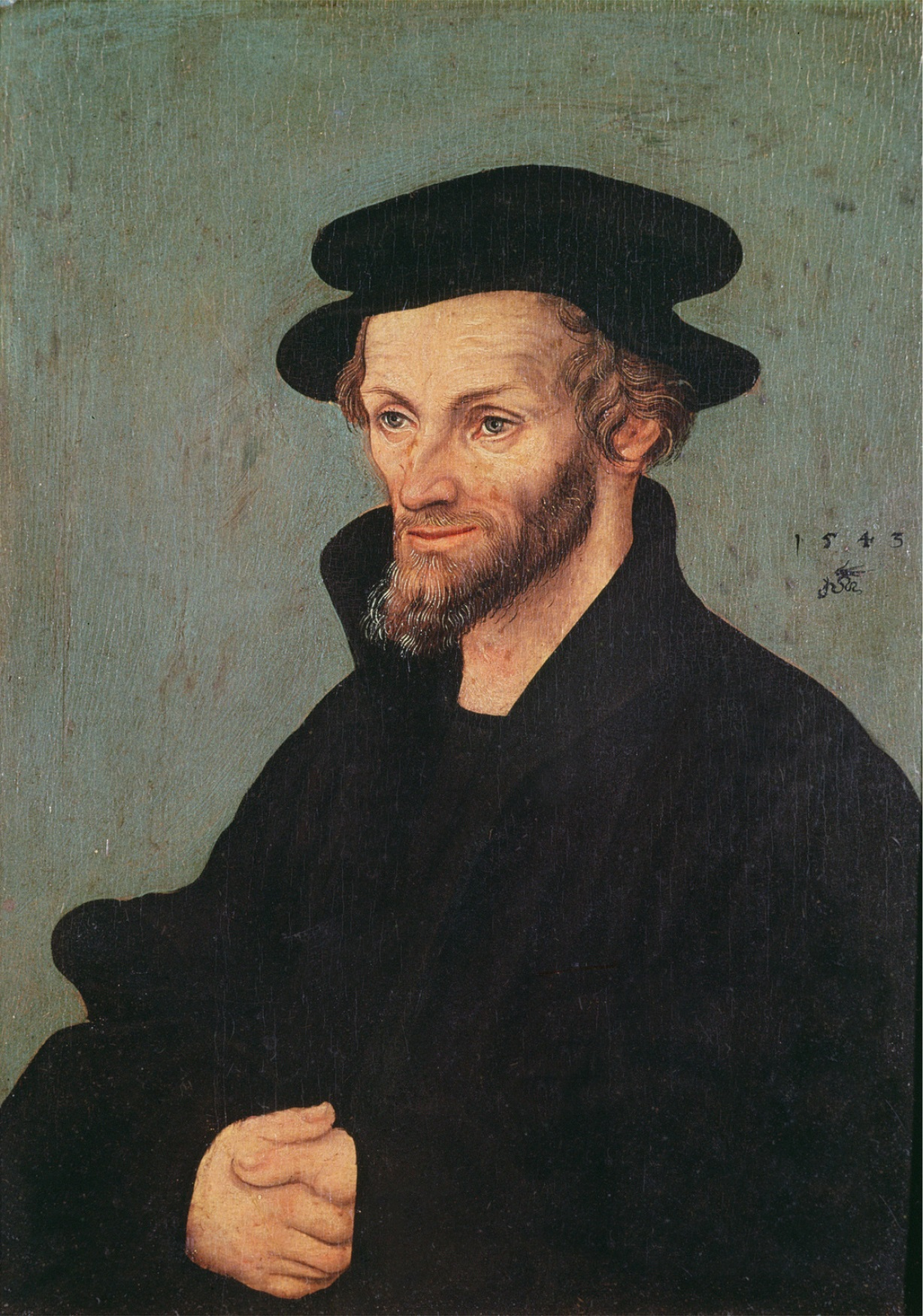
Filippo Melantone, uno dei protagonisti del luteranesimo, ritratto da Lucas Cranach il Vecchio

Uno dei principali collaboratori di Lutero fu il teologo Filippo Melantone, di indole più diplomatica: contribuì enormemente alla definizione teologica della Riforma e al suo successo. In particolare il suo lavoro Confessione augustana divenne il testo basilare della confessione luterana, rappresentandone la professione di fede. I principi teologici del luteranesimo si possono sintetizzare in tre celebri affermazioni: sola fide, la sola fede è sufficiente per la salvezza; sola gratia, se ciò che salva è solo la fede in Dio, allora nessuna azione umana può cambiare ciò che Dio ha già deciso; sola Scriptura, la Sacra Scrittura non solo contiene tutte le verità rivelate da Dio, ma non ha bisogno di essere illuminata e chiarita dalla tradizione, quindi è inutile la mediazione della Chiesa con il suo magistero, con le sue strutture (papa e gerarchia ecclesiastica) e con i suoi sacramenti.
Ma mentre i teologi affinavano le questioni dottrinali, nel Sacro Romano Impero la Riforma assunse un connotato sempre più politico. Un tentativo di compromesso venne effettuato alla Dieta di Spira del 1526 permettendo ai principi che lo volevano di abbracciare il luteranesimo, ma in quella del 1529, l'imperatore Carlo V vietò ogni ulteriore novità: gli stati luterani potevano rimanere tali, gli altri dovevano rimanere fedeli al cattolicesimo. Ad Augusta nel 1530 venne imposto ai principi protestanti la restituzione dei beni ecclesiastici sottratti alla Chiesa cattolica; questi, a loro volta, per paura di ritorsioni imperiali, si unirono nella Lega di Smalcalda.
Svanite le speranze di un accordo con i riformatori, l'imperatore Carlo V si decise alla guerra contro la Lega di Smalcalda, la prima delle guerre di religione che devasteranno l'Europa per almeno un secolo. Il conflitto terminò nel 1555 con la Pace di Augusta, che sancì definitivamente la divisione religiosa della Germania. Tre furono le clausole principali: Cuius regio, eius religio: il principe poteva scegliere liberamente a quale religione appartenere, i sudditi o la accettavano o dovevano emigrare in un altro Stato; Reservatum ecclesiasticum: i principi che avrebbero in seguito abbandonato il cattolicesimo avrebbero perso tutti i loro beni; Declaratio secreta: per compensare il reservatum, in un accordo segreto venne riconosciuto ai nobili, alle città e ai villaggi che da anni avevano abbracciato il luteranesimo, il diritto di restare liberamente nella loro fede.

### Le Chiese riformate: Zwingli, Bucer e Calvino

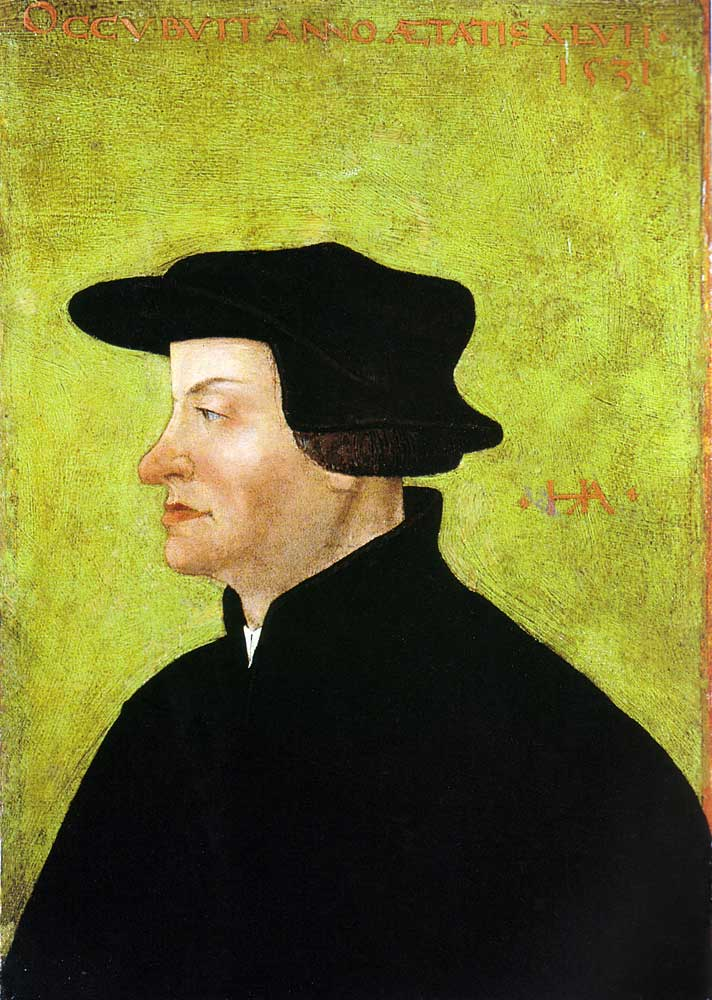
Ulrico Zwingli, ritratto di Hans Asper, Zwingli fu uno dei fondatori delle Chiese riformate svizzere

In Svizzera e Germania meridionale le chiese riformate seguirono un percorso quasi parallelo da quelle luterane, ma con aspetti peculiari e che portarono a comporre un mosaico composito di realtà diverse tra loro, tuttavia tutte affondano le loro radici nell'attività riformatrice di Ulrico Zwingli, Martin Bucer e Giovanni Calvino. Questi, a differenza di Lutero, non cercarono una Riforma della sola Chiesa, ma di tutta la società. Infine, questi riformatori operarono in un contesto politico fatto di libere città, di fatto autonome dal Sacro Romano Impero e di conseguenza prive della forte presenza di quei principi tedeschi che, a vantaggio o a svantaggio, influirono così tanto sul luteranesimo.
Ulrico Zwingli diede inizio alla sua azione a Zurigo intorno al 1522 con lo scopo, come Lutero, di riformare la Chiesa e non di rifondarla, ma differenziandosi dal teologo di Wittenberg per un'accentuata critica verso gli abusi della società del tempo e una forte influenza proveniente dell'umanesimo. A seguito di una disputa tenutasi il 29 gennaio 1523 tra Zwingli e il vicario generale della diocesi di Costanza, il consiglio cittadino di Zurigo determinò vincitore il primo, dandogli il potere di riformare la città, cosa che portò a compimento nel 1525. La sua opera, incentrata sulla Bibbia, portò all'abolizione della messa cattolica, alla rimozione delle immagini ritraenti la Madonna e i Santi e la proibizione del loro culto. Venne favorita la predicazione in lingua volgare basata solo sulle Scrittura, venne abbandonato l'obbligo di celibato ecclesiastico e molti monasteri furono soppressi. Per Zwingli la presenza del corpo e del sangue di Cristo nell'eucaristia (espressa dai cattolici con la dottrina teologica della transustanziazione) era solamente simbolica e rappresentava solamente una commemorazione del sacrifico di Gesù Cristo. Infine, la sua riforma, diffusasi in molte altre città svizzere e della Germania meridionale, fu caratterizzata anche da profondi connotati moralizzatori della società del tempo. Alla morte di Zwingli la guida della Chiesa riformata zurighese passò a Heinrich Bullinger orientandola verso una linea equilibrata e di compromesso con le altre correnti riformiste. Contribuì personalmente all'elaborazione delle Confessiones Helveticae, che divennero le confessioni di fede delle Chiese riformate svizzere.
Stabilitosi nel 1523 a Strasburgo, Martin Bucer proseguì sul solco della predicazione di Johann Geiler von Kaysersberg, arricchendola con la sua solida formazione teologica e umanistica, diventando una delle «anime del movimento riformatore». La sua opera si concretizzò in un'ampia riforma sociale basata su un forte rigorismo morale, in ambito sia pubblico sia nei rapporti privati come quelli matrimoniali. In città la messa nella forma cattolica continuò ad essere celebrata fino al 20 febbraio 1519, ma in volgare e con un rito più semplice in cui veniva dato ampio spazio al canto. Bucer intrattenne proficui e cordiali rapporti con gli altri riformatori svizzeri e salisburghesi, ma vi furono contrasti con i luterani, ad eccezione di Melantone con cui condivideva la formazione sulle opere di Erasmo da Rotterdam.

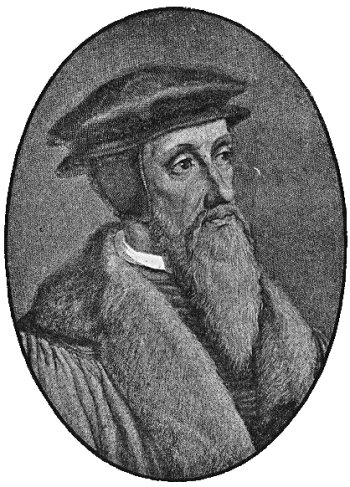
Giovanni Calvino

Completati gli studi di giurisprudenza, Giovanni Calvino dette alle stampe nel 1536 a Basilea la sua opera più celebre Institutio christianae religionis, dedicato a Francesco I di Francia, a cui nel tempo seguiranno nuove edizioni riviste e ampliate arrivando a costituire un fondamentale trattato della teologia sistematica protestante che ebbe grande influenza nel mondo occidentale. Dopo un fallito tentativo di riforma a Ginevra insieme a Guillaume Farel, Calvino riparò a Strasburgo, dove ebbe modo di conoscere le idee di Bucer, che ebbero su di lui una forte influenza. Rientrato a Ginevra in qualità di pastore su richiesta delle autorità cittadine nel 1541, questa volta poté tradurre in atto le sue dottrine riformistiche. Calvino diede alla Chiesa locale un nuovo assetto, dividendone i fedeli in quattro gruppi: pastori, dottori, anziani e diaconi. Istituì il "concistoro", formato da pastori e anziani, che si riuniva a cadenza settimanale per assicurare il rigido rispetto dell'ortodossia e della moralità tra i cittadini. La sua teologia non fu particolarmente originale, preferendo un'opera di riorganizzazione e armonizzazione delle idee riformiste precedenti. Mediò tra il concetto della consustanziazione proposto da Lutero con quella del semplice simbolismo di Zwigli, asserendo che «il pane e il vino sono strumenti attraverso i quali entriamo in comunione con la sostanza di Cristo partecipando realmente ai benefici del Dio incarnato». Riguardo alla rilevanza delle opere, secondo Calvino, seguendo la dottrina della predestinazione, queste non contribuiscono alla salvezza dell'uomo, ma sono necessarie per conferire gloria a Dio e rispettare la sua volontà. Infine, per il riformatore ginevrino, a differenza di Lutero, la Chiesa possedeva la prerogativa di imporre alla società civile la sua moralità, la sua struttura e le sue leggi. Grazie alla sua guida Ginevra divenne una delle capitali del protestantesimo riformato, dove accorsero religiosi da ogni parte d'Europa, contribuendo poi a diffonderne il modello. Calvino morì il 27 maggio 1564 e Teodoro di Beza gli succedette alla guida della Chiesa ginevrina.

### La Riforma protestante in Inghilterra

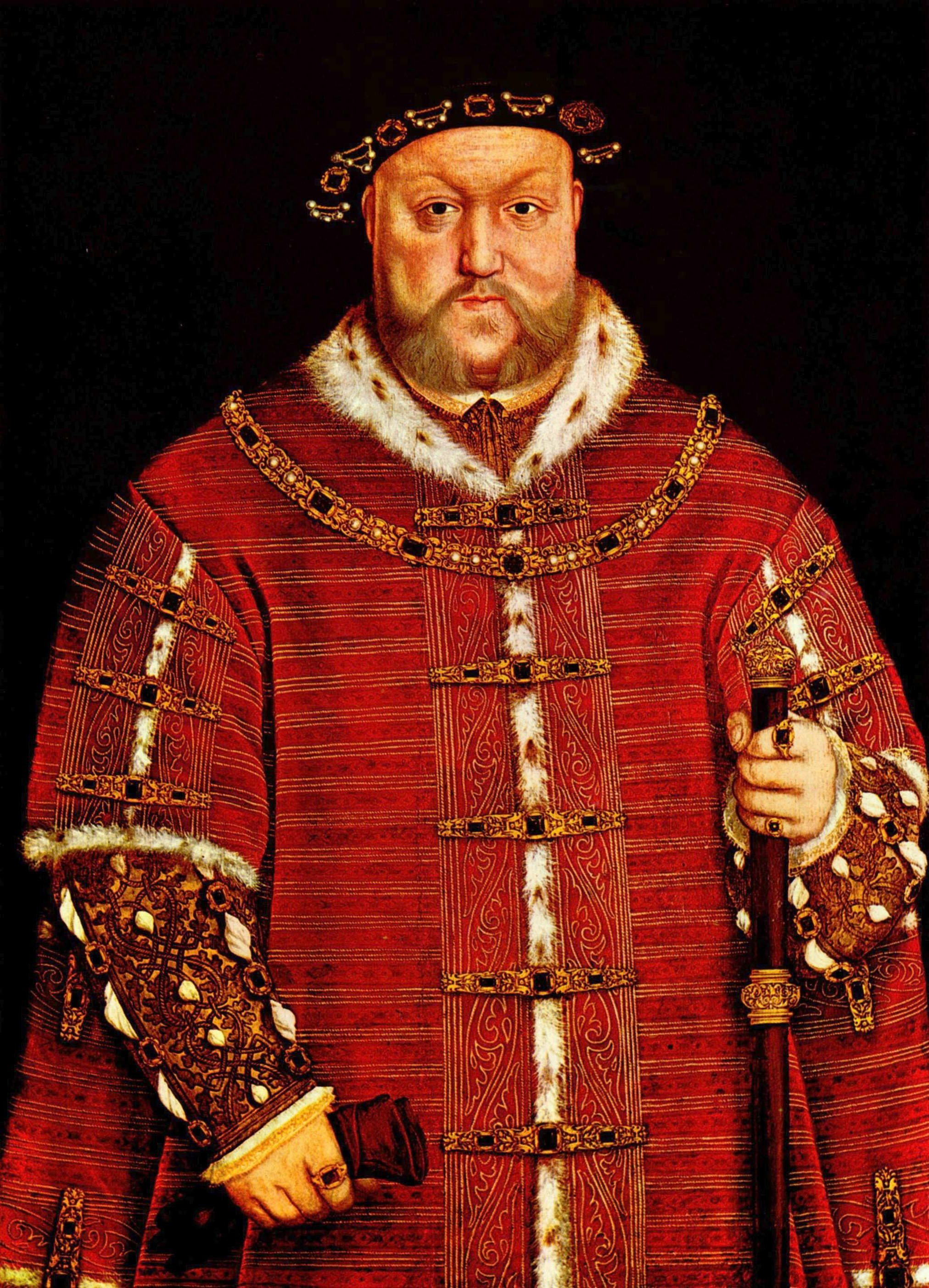
Enrico VIII d'Inghilterra

In Inghilterra la rottura con Roma del 1534 non fu dovuta solo alle passioni e alle iniziative di Enrico VIII, ma fu l'ultimo atto di un lungo processo, in corso dalla fine del Trecento, che da un lato vedeva aumentare sempre più l'ostilità contro il clero e la gerarchia corrotta, dall'altro tendeva alla costituzione di una Chiesa autonoma dal papa.
La causa scatenante fu comunque il rifiuto del papa Clemente VII di concedere a Enrico la nullità del matrimonio con Caterina d'Aragona, figlia del cattolicissimo re di Spagna e zia dell'imperatore Carlo V. Il diniego portò il re inglese, dapprima a farsi proclamare nel 1531 capo della chiesa inglese e tre anni più tardi, con l'Atto di Supremazia, ad attribuire al sovrano i diritti su essa che prima spettavano al papa di Roma. Di fatto, ad esclusione del primato del papa, tutto il resto dell'antica fede venne mantenuto. Il popolo e la gerarchia inglese accettarono senza troppe obiezioni le decisioni del sovrano, il quale decise anche la soppressione dei monasteri inglesi e la confisca dei beni ecclesiastici. Tuttavia, alcuni critici come Tommaso Moro e John Fisher pagarono con la vita la loro opposizione ad Enrico. Alla morte del re, la Chiesa inglese era sostanzialmente ancora cattolica: era sì in atto uno scisma, ma la fede era ancora quella tradizionale.
Fu con il figlio e successore di Enrico, Edoardo VI, che vennero introdotte profonde modifiche religiose, cosicché dallo scisma si passò all'eresia. Nel 1549 venne pubblicato un nuovo rituale liturgico, il Book of Common Prayer, di stampo protestante, e nel 1553 una professione di fede di tendenze calviniste circa la dottrina eucaristica. Con il regno di Maria I, figlia di Enrico VIII sempre rimasta fedele al cattolicesimo, si assistette ad un tentativo di restaurazione dell'antica fede a cui contribuì il cardinale Reginald Pole. Nonostante gli sforzi, Maria non riuscì a guadagnarsi il favore popolare, cui pose rimedio con la condanna a morte di decine di oppositori, e il ripristino del cattolicesimo terminò con la sua morte avvenuta nel 1558.
È con Elisabetta I, succeduta a Maria, che l'Inghilterra accolse definitivamente le idee riformatrici che circolavano in Europa. Nel 1559 venne promulgata la legge che riconosceva la regina "supremo governatore della Chiesa d'Inghilterra"' e che impose agli ecclesiastici un giuramento di fedeltà. Fino al 1570 i cattolici inglesi godettero di una certa tolleranza, ma il 25 febbraio di quell'anno, papa Pio Vscomunicò e depose la regina con la bolla Regnans in Excelsis, in forza della concezione medievale del potere del papa sui sovrani. Questo atto provocò la reazione di Elisabetta che finì per considerare i cattolici come ribelli politici, bandendoli dal regno. Nonostante la ferma politica religiosa di Elisabetta l'Irlanda rimase a maggioranza cattolica, così come lo rimase parte della piccola nobiltà inglese.

### Movimenti radicali

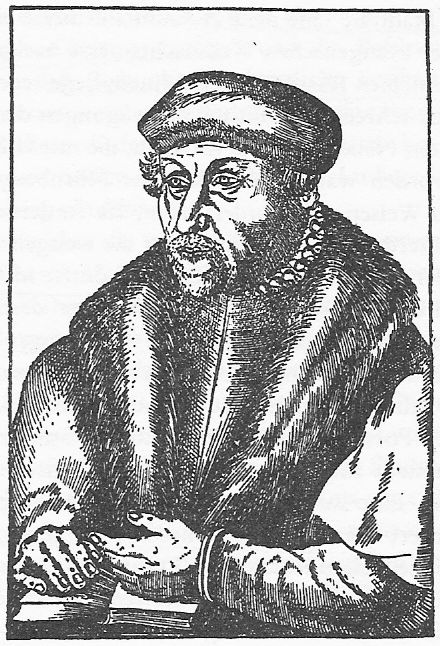
Andrea Carlostadio, riformatore inizialmente seguace di Lutero, ma poi distaccatosi per seguire posizioni più radicali

Sull'onda delle tesi luterane, nell'Impero germanico iniziarono ad affermarsi alcuni movimenti maggiormente radicali. Già verso la fine del 1521 a Wittenberg, alcuni luterani, come Andrea Carlostadio, Zwingli e Melantone, dettero vita ad una Riforma dai caratteri più estremi, arrivando a cambiare la forma della Messa, a distribuire la comunione sotto le due specie, e a predicare teorie iconoclaste. I violenti scontri che seguirono obbligarono lo stesso Lutero a fare immediato ritorno in città per richiamare all'ordine e alla pace. Carlostadio fu tra i seguaci di Lutero quello che più da lui si distaccò, abbracciando posizioni maggiormente radicali, come la proibizione della musica strumentale e delle raffigurazioni artistiche in chiesa, l'accettazione del matrimonio per il clero, il respingimento del battesimo dei bambini e, forse più importante, la negazione della presenza reale di Cristo nell'eucaristia.

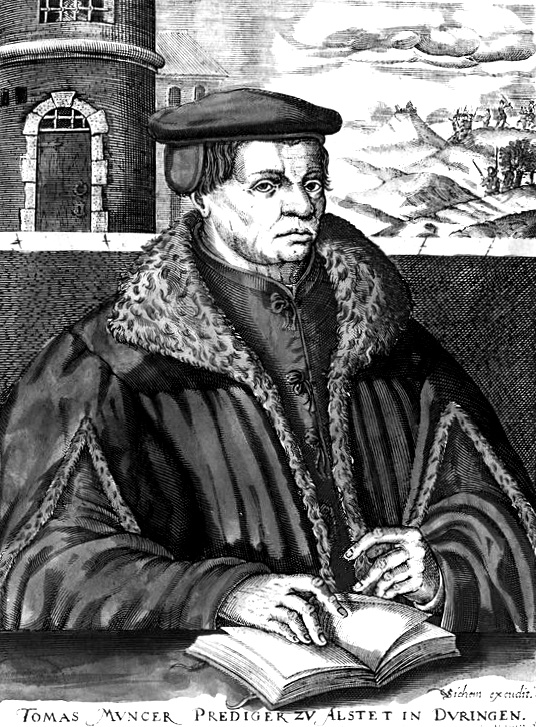
Il pastore protestante Thomas Müntzer, di indole rivoluzionaria e molto attento agli aspetti sociale della Riforma, fu uno dei capi dei ribelli nella guerra dei contadini tedeschi

Nicolas Storch, un tessitore di Zwickau, aveva iniziato a predicare a seguito di presunte visioni, secondo le quali egli sarebbe stato destinato a combattere la corruzione della Chiesa cattolica. Raccolse un gruppo di seguaci, noti poi come "Profeti di Zwickau". Essi sostenevano la comunione dei beni, la cura dei poveri, l'espropriazione dei monasteri e delle abbazie e, all'occorrenza, la resistenza allo strapotere dei principi; inoltre, rifiutavano il battesimo dei bambini. Le idee di Storch ebbero una grande influenza sul sacerdote Thomas Müntzer, che in seguito si dedicò ad un'intensa attività di propaganda. Inizialmente, Müntzer fu un ammiratore anche di Lutero, ma poi se ne distaccò, in quanto giudicava il riformatore agostiniano troppo debole nei confronti dei principi e distante dai bisogni del popolo; inoltre contestava la teoria della giustificazione luterana che accusava di distogliere gli uomini dall'obbedire ai comandamenti di Dio. Quando nel 1524 scoppiò la rivolta dei contadini, Müntzer si schierò subito dalla parte dei rivoltosi, mentre Lutero condannò l'insurrezione asserendo che «nessuna giustificazione legittimava la rivolta contro l'autorità costituita» e invitando pubblicamente con un opuscolo i principi a soffocare nel sangue la sommossa. Questa evoluzione di Lutero è sintomo di uno smarrimento: di fronte all'anarchia e al caos che si stavano diffondendo in Germania, era assolutamente necessario trovare un principio su cui fondare ordine e stabilità; avendo eliminato il papa e la gerarchia, non restava che lo Stato che potesse dare appoggio alla nuova chiesa fondata da Lutero. La dura repressione che ne seguì portò alla condanna a morte di Müntzer nel 1525.
Gran parte delle idee dei profeti di Zwickau vennero assorbite dagli anabattisti, sorti in Svizzera nel 1525 tra alcuni gruppi di teologi in contrasto con Ulrico Zwingli. Il nome, coniato dai loro nemici (tra essi si chiamavano "Fratelli in Cristo"), derivava dal rifiuto del battesimo dei neonati, un battesimo ricevuto per volontà altrui e per interposta persona. Inoltre, contestavano la transustanziazione, accettavano la poligamia, consideravano il servizio militare e la proprietà privata in contrasto con il messaggio evangelico. Tali connotati sovversivi e radicali causò al movimento pesanti persecuzioni da parte delle autorità civili e religiose. Fu grazie a riformatore Menno Simons che gli anabattisti olandesi poterono sopravvivere ai tentativi di soppressione; egli li riorganizzò nella Chiesa mennonita, una comunità che si differenziava dagli anabattisti per seguire il principio di non violenza e resistenza passiva, cosa che gli permise di godere di una certa tolleranza. In Moravia dagli anabattisti ebbero origine gli Hutteriti, dal nome del predicatore itinerante Jakob Hutter arso vivo a Innsbruck nel 1536. Come alcune comunità anabattiste, anche quelle hutterite si basarono sul principio della comunanza dei beni, che però non venne imposto, ma adottato su basi volontarie da tutti i membri.

### Conseguenze ed effetti della Riforma

I primi Stati che ufficialmente introdussero il protestantesimo tra il 1525 e il 1530

La Riforma protestante ebbe effetti dirompenti sul cristianesimo occidentale. In primo luogo andò definitivamente a rompersi quell'unità religiosa che da secoli contraddistingueva l'Europa: se l'Italia, la Spagna e la Francia rimasero a maggioranza cattolica riconoscendo il primato del papa, Inghilterra, Scandinavia e parte della Svizzera, della Germania, dell'Austria, dell'Ungheria e della Boemia, avevano abbandonato Roma per seguire altre confessioni riformate. Numericamente si stima che dei circa cinquanta milioni di abitanti che doveva contare l'Europa della prima metà del XVI secolo, circa venti milioni erano passati al protestantesimo.
Tale frammentazione comportò inevitabilmente lo scoppio di guerre di religione che insanguinarono l'Europa. Particolare la situazione della Francia che ondeggiò a lungo tra cattolicesimo e protestantesimo. Si orientò definitivamente verso Roma alla fine del secolo sotto re Enrico IV di Francia, ma solo dopo pesanti conflitti spentisi solo grazie all'Editto di Nantes. In Germania, la pace raggiunta ad Augusta, durò soltanto fino agli inizi del XVII secolo, quando venne rotta dalla Guerra dei trent'anni.

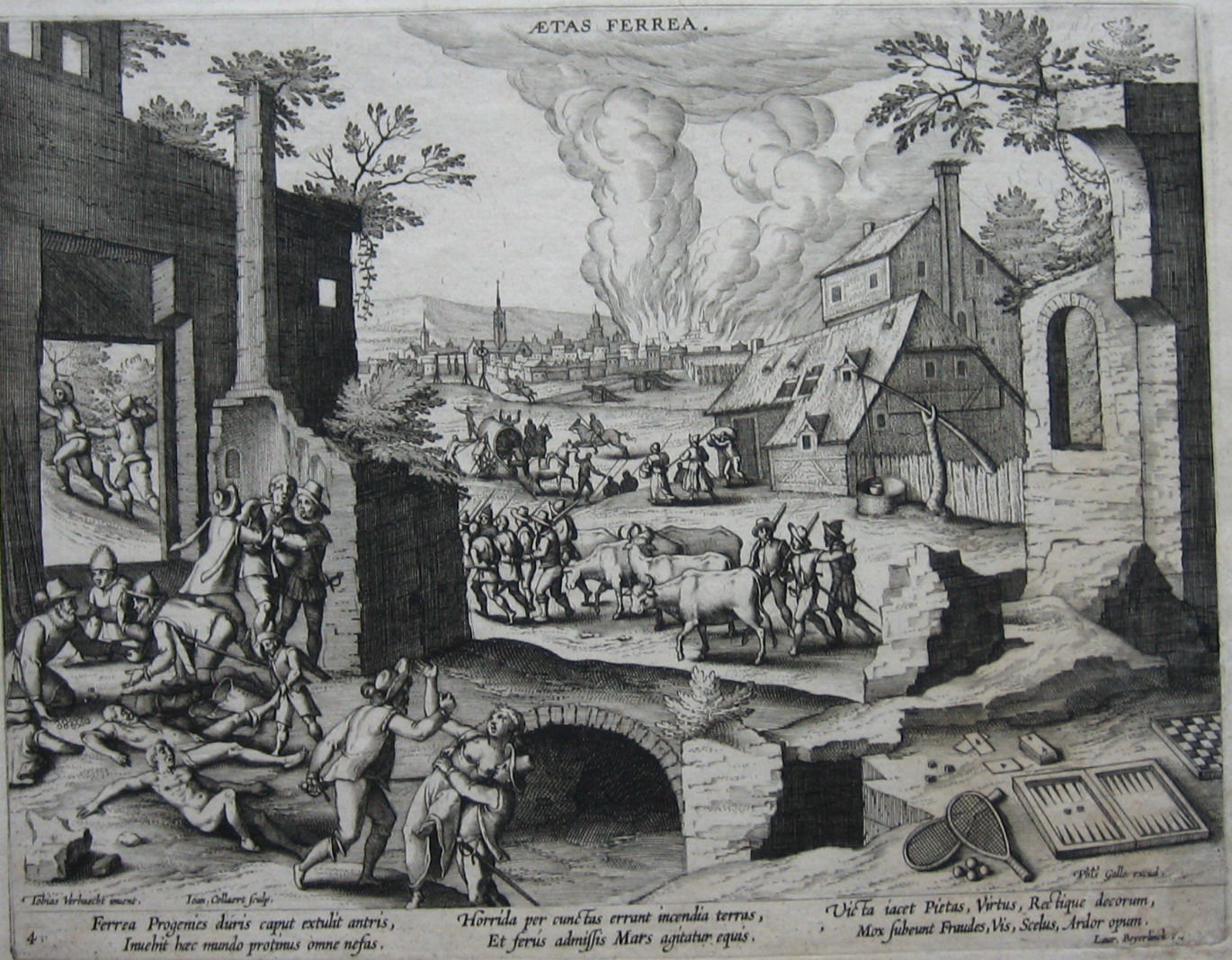
Il "secolo di ferro" delle guerre di religione in Europa, incisione del primo decennio del XVI secolo.

Il papato di Roma uscì profondamente indebolito dal punto di vista politico, ma la spinta della Riforma contribuì ad elevarlo sul piano morale, dopo il decadimento che aveva attraversato in età rinascimentale. La decadenza del potere papale e la rottura dell'unità religiosa furono fattori che senza dubbio contribuirono al processo di affermazione degli Stati nazionali e del nazionalismo già da tempo avviato.
Molti storici hanno evidenziato un influsso da parte della Riforma sulla storia economica del continente. In particolare, Max Weber e Ernst Troeltsch hanno evidenziato come la predicazione di Giovanni Calvino riguardo alla missione che Dio avrebbe affidato a tutti i singoli uomini abbia influenzato molti fedeli a dedicare tutte le loro energie per raggiungere il successo, mentre il contestuale elogio di una vita sobria abbia limitato i consumi e quindi l'accumulo dei capitali, favorendo così l'affermarsi del capitalismo. Secondo tali teorie, non universalmente accettate, «mentre il cattolicesimo ha cercato di incanalare la vita economica dentro gli argini morali favorendo l'armonia tra le diverse classi e difendendo quelle dei meno abbienti, il protestantesimo ha incoraggiato il predominio dei ricchi».

## La Controriforma cattolica (1545-1648)
Resta aperto oggi, tra gli storici, il problema se la riforma in seno alla Chiesa di Roma sia semplicemente una reazione alla riforma luterana (e dunque da considerarsi Controriforma), oppure se vi siano elementi per dire che, in seno alla Chiesa cattolica, vi erano germi di riforma indipendenti da Lutero (e dunque cronologicamente prima del 1517), e tali da potersi considerare come una vera Riforma cattolica.

### Prime avvisaglie

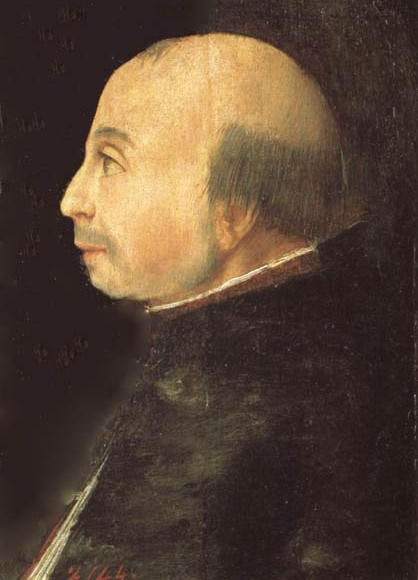
Il vescovo di Verona Gian Matteo Giberti

Già da molto prima che Lutero rendesse pubbliche le sue 95 tesi, all'interno della Chiesa cattolica era emersa l’esigenza di procedere verso una riforma complessiva. Numerosi furono i casi di singole personalità che tra la fine del XV e l’inizio del XVI secolo intrapresero iniziative sinceramente volte a ripristinare i principi religiosi. Fu il caso dell’arcivescovo spagnolo Francisco Jiménez de Cisneros, che dal 1495 riformò l'arcidiocesi di Toledo presiedendo alcuni sinodi, obbligando i sacerdoti alla residenza, insegnando la dottrina cristiana e finanziando la Bibbia Poliglotta Complutense; di Gian Matteo Giberti, vescovo di Verona dal 1524, che profuse grandi energie nel rafforzamento dell’autorità episcopale, nella formazione del clero e nel riordinamento delle strutture diocesane a beneficio; o del vescovo di Bressanone Cusano.
A Napoli si formò intorno a Juan de Valdés, rifugiatosi in Italia nel 1523 per sfuggire all’inquisizione spagnola, un circolo letterario e religioso dedito a riflessioni sulle sacre scritture che stimolò il desiderio di una riforma spirituale della Chiesa. Pietro Carnesecchi attribuì a de Valdés l'adozione della dottrina evangelica della giustificazione per la sola fede e, insieme, il rifiuto dello scisma luterano.
Talvolta, anche i pontefici e gli alti ecclesiastici avevano dimostrato una certa sensibilità verso una possibile riforma. Non sempre ciò, tuttavia, si concretizzò, come nel caso del concilio Lateranense V, convocato da papa Giulio II per ragioni politiche, ma che non mancò di evidenziare le problematiche della Chiesa, senza riuscire a raggiungere risultati. Il Libellus ad Leonem X (Libello a Leone X) è un memoriale che i nobili veneziani e monaci eremiti camaldolesi Tommaso Giustiniani e Vincenzo Querini, amici dell’umanista e futuro cardinale Pietro Bembo, indirizzarono nell'estate del 1513 al neoeletto papa Leone X, nel quale vengono presentati i mali della Chiesa del tempo e l’esigenza di riforme per risolverli attraverso rinnovamenti strutturali. Nel 1537, a riforma protestante già in atto, una commissione, presieduta dal cardinale Gasparo Contarini, nominata da papa Paolo III produsse il documento conosciuto come Consilium de Emendanda Ecclesia, in cui veniva analizzata la situazione della chiesa di Roma, a cui seguivano alcune raccomandazioni sull'adozione di riforme moralizzatrici. Contarini fu anche legato papale in occasione dei colloqui di Ratisbona svoltisi tra cattolici e protestanti nel 1541 e nel 1546 per evitare, tuttavia senza successo, la frattura tra i due mondi. Inoltre, nel 1542, Paolo III istituì con la costituzione apostolica Licet ab initio la Congregazione del Sant'Uffizio con lo scopo di «mantenere e difendere l'integrità della fede, esaminare e proscrivere gli errori e le false dottrine»: in breve tempo la Congregazione assunse un grande potere.

### Associazioni e ordini religiosi

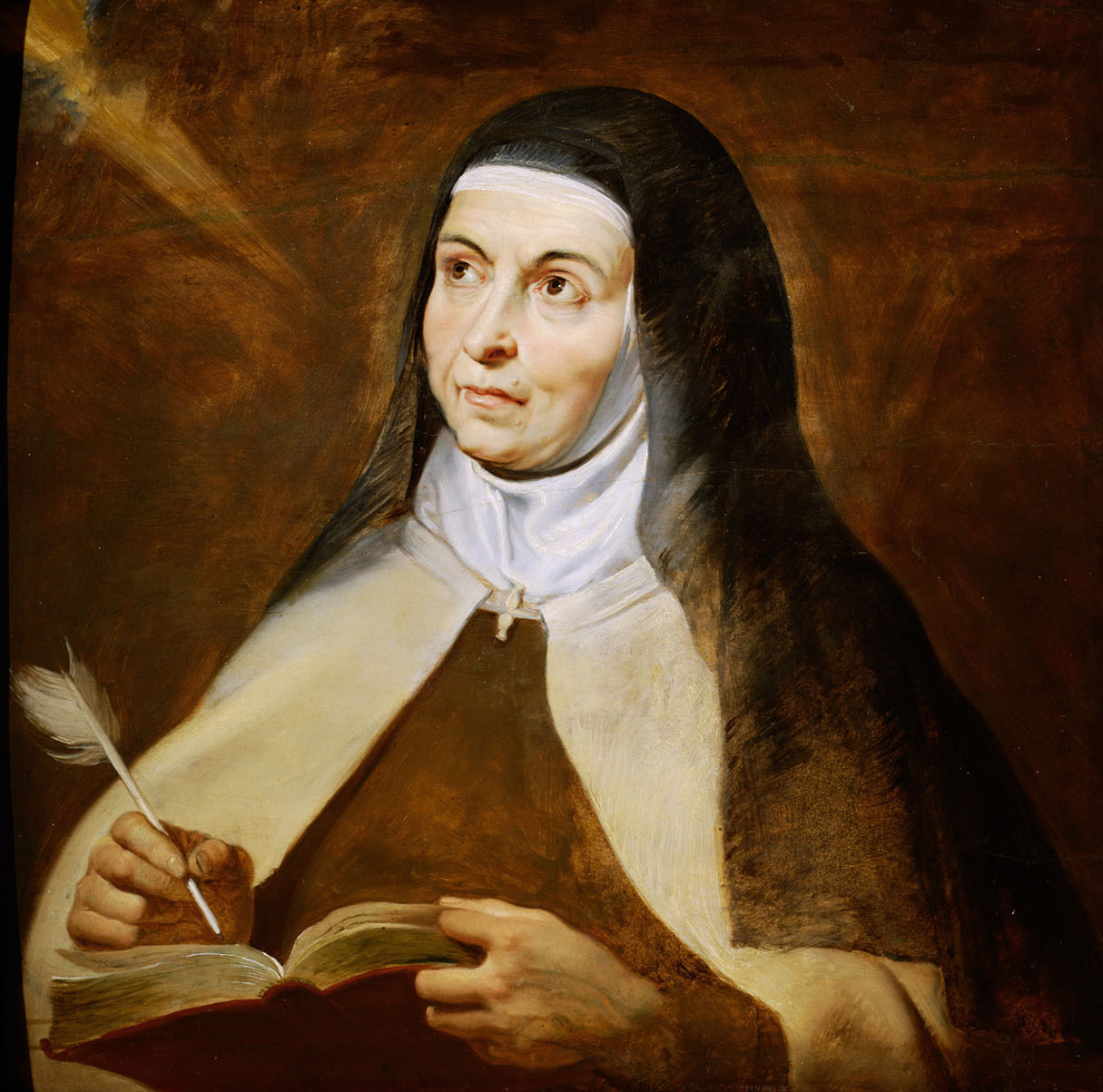
Santa Teresa d'Avila dipinta da Peter Paul Rubens

Il diffuso sentimento verso una rinnovata religiosità riguardò anche il popolo come lo dimostra lo sviluppo di associazioni religiose laiche, la nascita di nuovi ordini religiosi e il rinnovamento di quelli più antichi. Le associazioni laiche, ispirate da una volontà di perseguire i dettati evangelici, ebbero come obiettivo opere di carità verso i poveri e gli ammalati, soprattutto con la fondazione o il restauro di ospedali per malati cronici o incurabili; la più grande associazione italiana laica fu la Compagnia del Divino Amore, nata a Genova alla fine del Quattrocento per opera di Ettore Vernazza, che ben presto si diffuse in molte città dell'Italia settentrionale, ma anche a Roma e a Napoli.
I vecchi ordini religiosi si riformarono al loro interno, così che, accanto a monasteri con l'antica regola, si forrmarono monasteri dotati di una regola riformata, che spesso intendeva ripristinare i primitivi ideali, abbandonati da tempo. Un classico esempio fu la riforma dei carmelitani ad opera di Santa Teresa d'Avila e San Giovanni della Croce che dette origine ai carmelitani scalzi. All'interno dell'ordine francescano sorse il ramo dei cappuccini, approvato nel 1528 da papa Clemente VII su iniziativa di Matteo da Bascio che voleva riproporre una più stretta osservanza della regola francescana improntata su povertà ed eremitismo; ben presto, grazie alla loro vita austera, alla proficua attività pastorale e all'esercizio della carità verso i poveri e i malati, ottennero la sitma della popolazione. All'interno dei domenicani, figure come Egidio da Viterbo e Girolamo Seripando furono fondamentali per un rinnovamento all'insegna di una maggiore spiritualità.

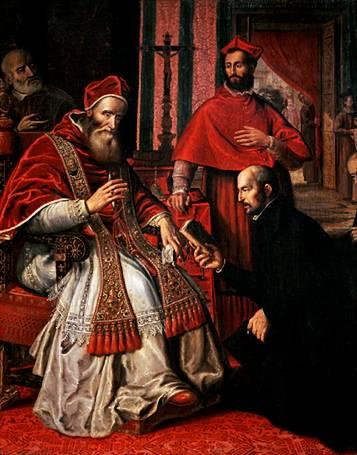
Il 3 settembre 1539 Paolo III approva oralmente la Formula instituti di Ignazio di Loyola

Tra la fine del quattrocento e la prima metà del cinquecento sorsero anche nuovi ordini religiosi, tra cui i Chierici regolari teatini istituiti nel 1524 da Gaetano Thiene e Gian Pietro Carafa con l'obiettivo di dedicarsi ai fedeli attraverso la predicazione e lrr opere caritatevoli, i Chierici regolari di San Paolo fondati da Antonio Maria Zaccaria, la Compagnia dei servi dei poveri nata intorno al 1534 per iniziativa di san Girolamo Emiliani per sostenere opere di carità verso gli orfani e le donne traviate, l'Ordine ospedaliero di Giovanni di Dio dedicato all'assistenza dei malati negli ospedali.
L'istituzione della Compagnia di Gesù da parte di Ignazio di Loyola avrà notevoli ripercussioni sulla storia del cattolicesimo. La regola dei gesuiti, così verranno chiamati gli appartenenti alla Compagnia, venne approvata nel 1540 con la bolla Regimini militantis Ecclesiae emanata da papa Paolo III; accanto ai tradizionali voti di povertà, castità e obbedienza, gli appartenerti ne aggiungevano uno di obbedienza specifica al pontefice, una scelta molto particolare in un periodo in cui il papato era soggetto a critiche e a scarsa autorevolezza. «Culturalmente agguerriti e numerosi, i gesuiti esercitarono la loro influenza in campi molteplici diventando l'elemento più dinamico della Chiesa romana».
Gli ordini secolari femminili furono un caso particolare sorto dalla volontà di molte donne che intendevano condurre una vita religiosa senza però abbandonare la società secolare, a cui volevano partecipare attivamente secondo gli ideali del Vangelo. Ad esempio, le Suore angeliche di San Paolo, la cui regola venne approvata da papa Paolo III nel 1535, si dedicarono alle attività di assistenza e di istruzione verso le fasce più disagiate della popolazione; le Orsoline, un istituto secolare fondato da Angela Merici, vivevano «da vergini nel mondo», ovvero non praticavano vita comune, non avevano abito religioso e non emettevano voti, ma si ponevano come obiettivo il soccorso alle giovani in difficoltà.

### Il concilio di Trento

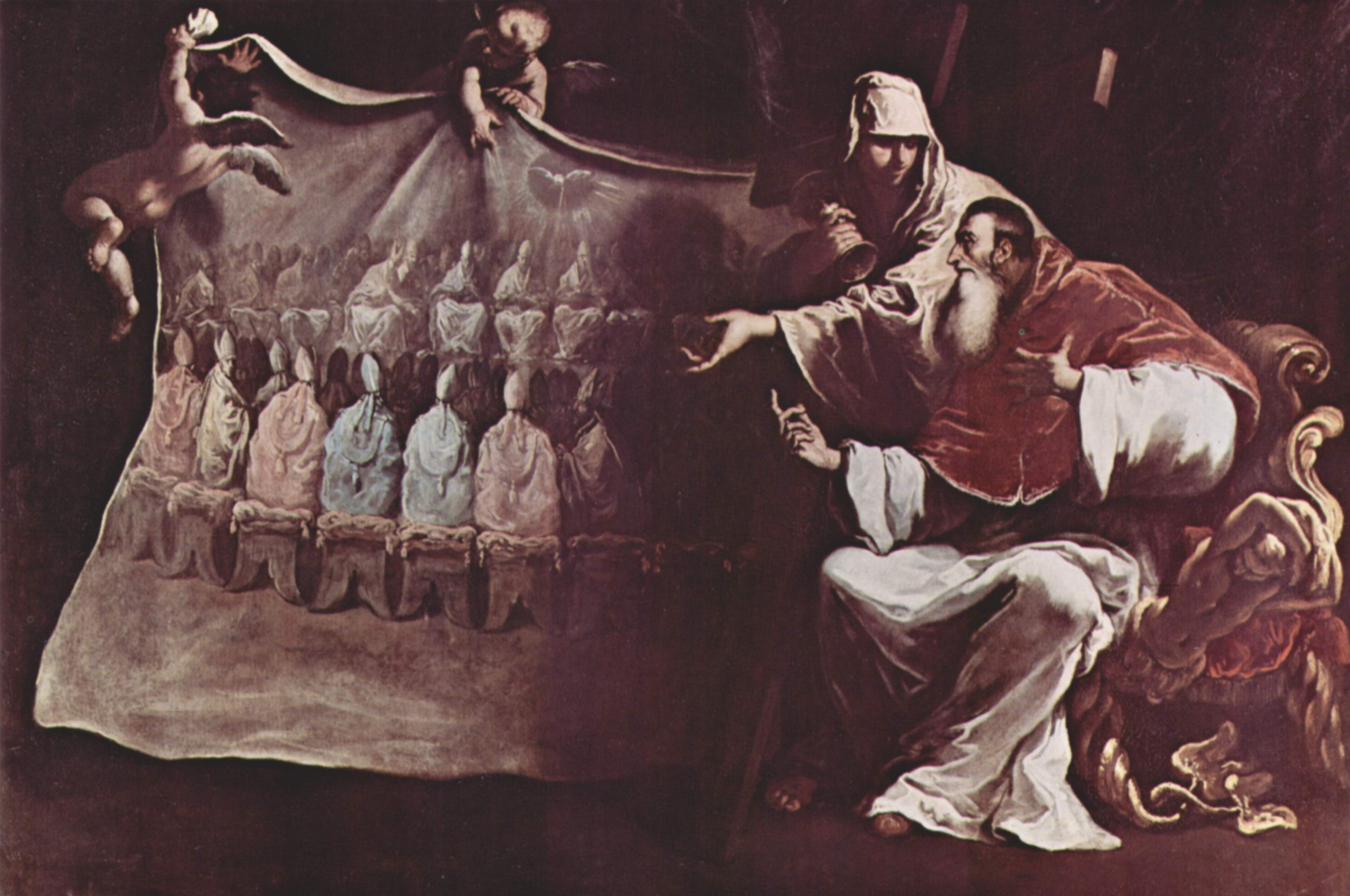
Sebastiano Ricci, Papa Paolo III ha la visione del Concilio di Trento. Olio su tela, 1687-1688, Piacenza, Musei Civici.

L'esigenza urgente di un concilio che potesse mettere ordine nella Chiesa occidentale era fortemente sentita da più parti ma, nel contempo, si palesavano anche resistenze alla sua convocazione. Da una parte, sia Lutero sia tutti i principi tedeschi, protestanti e cattolici, lo chiedevano a gran voce purché fosse «universale, libero, cristiano, in terra tedesca», dall'altra i papi temevano che così avrebbero perso ancora di più la propria autorità, memori delle teorie conciliariste non certo sopite. Inoltre, il difficile contesto storico che vedeva lo scacchiere europeo travagliato da continue guerre tra gli Asburgo e il Regno di Francia non rendeva facile il viaggio dei vescovi per lo svolgimento dei lavori conciliari.
La svolta si ebbe con l'elezione al soglio pontificio di papa Paolo III nel 1534. Già un anno e mezzo dopo la propria elezione, papa Farnese si mosse per convocare un concilio, ma dovette poi rinunciare per via degli eventi bellici. Dopo ulteriori tentativi falliti e a seguito dell'insuccesso dei colloqui di Ratisbona del 1541, aiutato anche dalla favorevole situazione politica a seguito della pace di Crépy, il pontefice poté emanare nel novembre del 1544 la bolla pontificia di convocazione Laetare Jerusalem. Il Concilio di Trento si aprì solennemente il 13 dicembre 1545, III domenica di Avvento. I lavori conciliari non furono facili: nel marzo 1547 il Concilio venne trasferito momentaneamente a Bologna a causa dei timori di un'epidemia di peste, ma ciò provocò le rimostranze dell'imperatore e il ritiro dei vescovi spagnoli. Papa Giulio III, succeduto a Paolo III il 7 febbraio 1550, lo riconvocò a Trento per il primo maggio 1551, ma meno di un anno più tardi venne nuovamente sospeso per lo scoppio della guerra Asburgo–Valois.

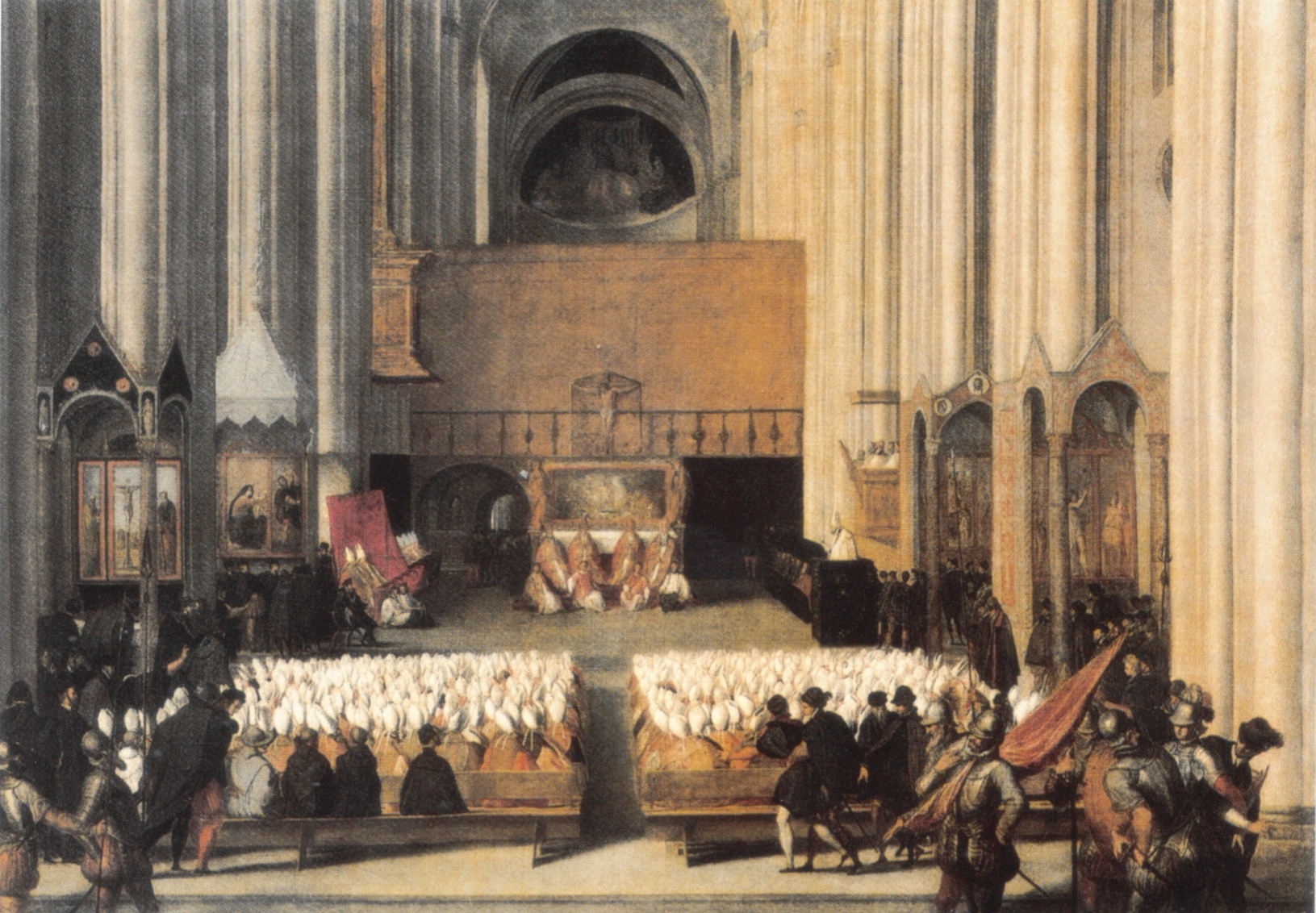
Sessione solenne del concilio di Trento tenuta nella cattedrale di San Vigilio nel luglio del 1563.

Nel frattempo, tra il 1555 e il 1559, il pontificato di papa Paolo IV, nato Gian Pietro Carafa, fu contrassegnato da una dura lotta contro le eresie: venne promulgato l’indice dei libri proibiti; estesa l'inquisizione ai bestemmiatori, ai sodomiti, simoniaci, ai celebranti senza ordinazione; si stabilì la pena capitale per le eresie più gravi come l'antitrinitarismo; venne precluso il voto in conclave ai cardinali sospettati di eterodossia. L'intransigenza di papa Carafa non risparmiò gli ebrei, i quali si videro precludere l'arte medica, il commercio dei beni di prima necessità, vennero costretti a risiedere nel ghetto e a indossare un distintivo giallo. Fu vietato anche possedere copie del Talmud e furono organizzati roghi delle copie esistenti.
Dopo 10 anni di interruzione, il concilio venne riaperto da papa Pio IV nel 1562 in uno scenario politico totalmente cambiato: l'imperatore Carlo V aveva abdicato favore del figlio Filippo II per quanto riguardava la corona di Spagna, mentre al fratello Ferdinando era spettato il titolo imperiale; nel 1555 la Dieta di Augusta aveva istituzionalizzato la Riforma protestante in molti principati dell'impero; la pace di Cateau-Cambrésis del 1559 aveva messo fine alle continue guerre. L'ultima fase del concilio venne affidata al cardinale e legato pontificio Giovanni Gerolamo Morone, accusato precedentemente di eresia da Paolo IV e riabilitato da Pio IV. Fu grazie a lui che i lavori poterono proseguire speditamente, tanto che nel dicembre del 1563 si poté ufficialmente chiudere il concilio dopo quasi vent'anni dalla sua apertura.

### Società cattolica della Controriforma

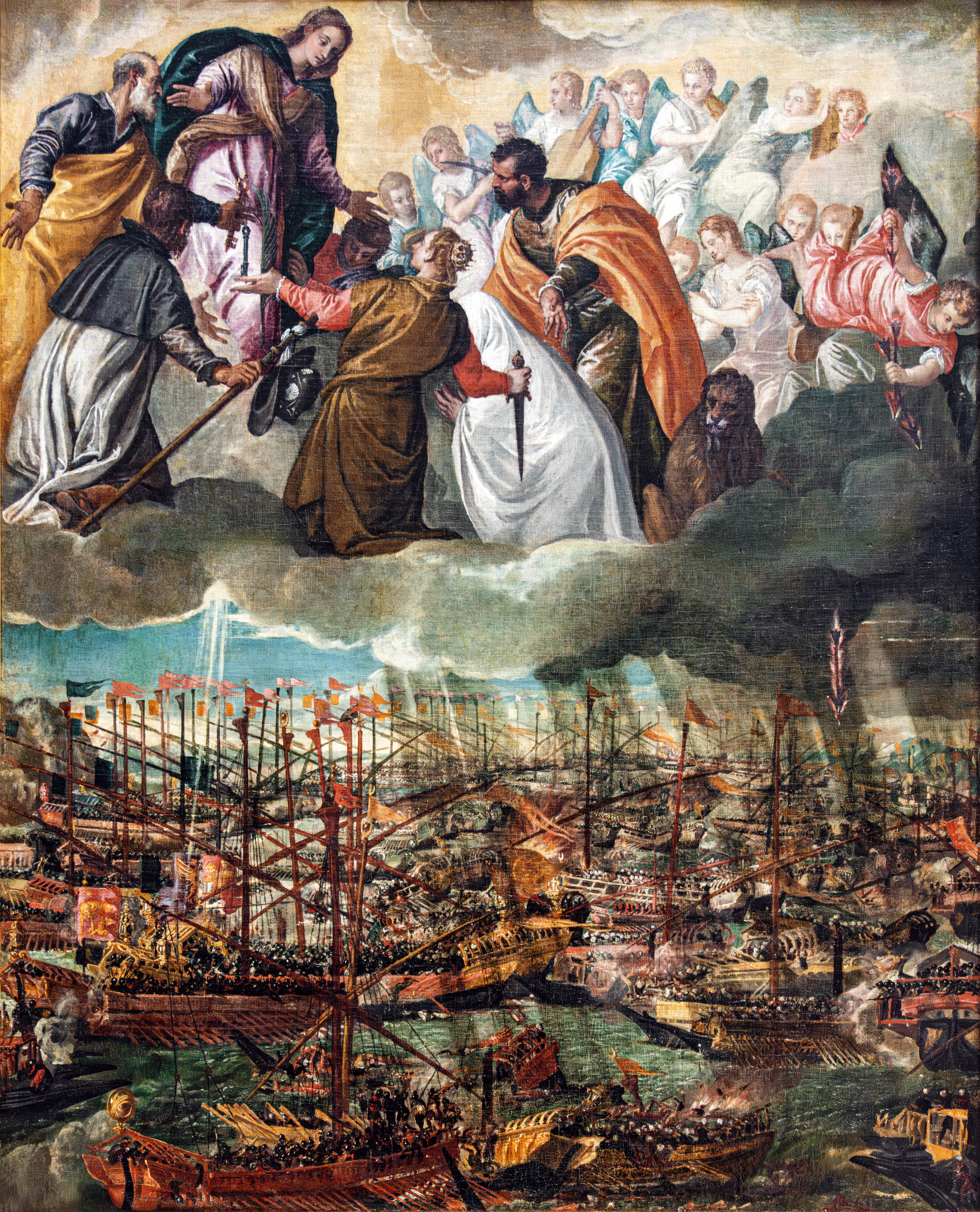
Allegoria della battaglia di Lepanto di Paolo Veronese. Il successo della Lega Santa fu oggetto di propaganda nel contesto della controriforma

Il concilio di Trento non riuscì nell'intento di ricomporre lo scisma protestante, ma ebbe comunque un notevole impatto sulla società cattolica del tempo, contribuendo alla formazione di una nuova spiritualità. Se i padri conciliari accettarono le critiche sulla corruzione della Chiesa, rifiutarono energicamente tutte le teorie luterane, calviniste o zwingliane. Innanzitutto vennero rafforzati i capisaldi della dottrina messi in discussione dai riformatori: si ribadì l'importanza delle opere per l'ottenimento della grazia; in opposizione al principio sola scriptura si asserì che anche la tradizione ecclesiastica rappresentasse una fonte per il fedele, mentre la natura sacramentale della Chiesa e la gerarchia che la contraddistingueva non vennero messe in discussione. Inoltre venne affermata ancora una volta l'esistenza del purgatorio, la validità dell'indulgenza, del culto dei santi e della Vergine. Il concilio riconobbe sette sacramenti e con il decreto Tametsi si regolò il matrimonio, stabilendo un requisito di forma per la sua validità e introducendo l'istituto delle pubblicazioni che dovevano precederlo. Secondo le disposizioni il matrimonio doveva essere celebrato dinnanzi al parroco personale dei nubendi e alla presenza di almeno due testimoni. Furono anche istituiti i registri parrocchiali, dove il matrimonio doveva essere trascritto. A livello politico, dal Concilio l'autorità del pontefice uscì rafforzata, almeno formalmente, come non mai.
Non tutti gli stati cattolici accettarono le decisioni conciliari immediatamente. In Spagna Filippo II applicò i decreti con alcune interpretazioni funzionali a difendere i propri interessi, in Francia si dovete aspettare il 1615 perché la Chiesa gallicana recepisse i decreti, anche se l'attività legislativa dei vescovi e il modello pastorale di Carlo Borromeo avevano già permesso la diffusione di alcuni aspetti. In Italia le disposizioni del Concilio vennero recepite in maniera differente tra stato e stato, ma in generale i principi si schierarono dalla parte del papa, convinti che l'adesione alla Chiesa cattolica fosse fondamentale per prevenire disordini come quelli che stavano avvenendo nella Francia sconvolta da guerre di religione, che contrapponevano cattolici e ugonotti (calvinisti). La ritrovata collaborazione tra principi cattolici e papato ebbe come apice la stipula di una lega santa tra papa Pio V, Spagna e Repubblica di Venezia contro l'impero ottomano sfociata nella vittoria colta a Lepanto nel 1571, impresa che sarà poi oggetto di una forte propaganda. Nel 1572, tra il 23 e il 24 agosto, la strage di san Bartolomeo vedrà, con il plauso del papato, il massacro di migliaia di ugonotti francesi per mano dei cattolici.

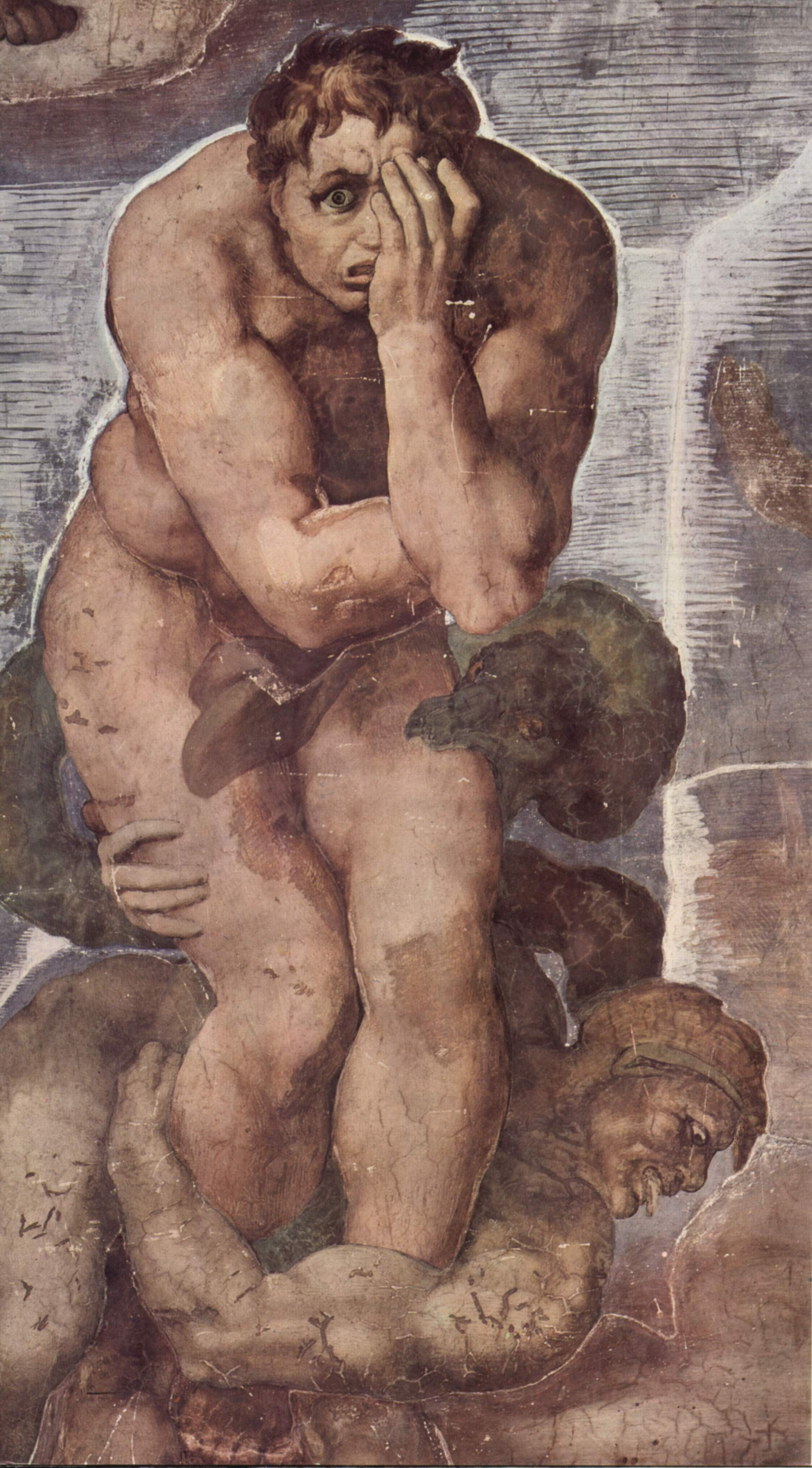
Particolare del Giudizio Universale di Michelangelo con intervento successivo di Daniele da Volterra per nascondere le nudità

A seguito del concilio particolare attenzione venne messa nella formazione religiosa (Catechismo del Concilio di Trento), sia del clero, grazie all'istituzione di seminari nelle diocesi, sia della popolazione, spesso affidata agli ordini religiosi e in particolare ai gesuiti. Quest'ultima però era basata sull'apprendimento mnemonico delle basi teologiche; per gran parte del popolo l'intermediazione del clero rimase essenziale per l'accesso alla Scrittura.
Le decisioni prese nel Concilio ebbero effetti anche sull'arte. Ribadendo le decisioni del secondo concilio di Nicea, venne ribadita la liceità delle immagini sacre sottoposte, tuttavia, al controllo ecclesiastico. Di fatto si iniziarono a contrastare le licenze iconografiche tipiche del manierismo a favore di una più precisa aderenza alla storia cristiana e all'eliminazione dei caratteri profani o quelli considerati indecenti. Tipici esempi, l'accusa a cui dovette rispondere il pittore Paolo Veronese per la sua cena a casa di Levi o la decisione di far coprire i nudi del Giudizio Universale di Michelangelo nella cappella Sistina. Dalla musica vennero banditi il contrappunto, gli improvvisi o il diminuendo. Nel 1577 san Carlo Borromeo pubblicò un trattato sulle regole dell'architettura religiosa in ossequio alle idee emerse durante il concilio. Anche filosofia, scienza e diritto subirono la censura e venne perseguitato chiunque proponesse teorie che andassero contro la dottrina aristotelica ufficiale della chiesa.
Uno dei temi su cui la Chiesa controriformata spese maggiori energie fu quello della lotta alle eresie, sotto la guida del Sant'Uffizio. Il successo dei tribunali nell'estirpazione di ogni forma di eterodossia comportò che, a partire dagli ultimi decenni del XVI secolo la maggior parte dei casi seguiti non riguardasse più gli eretici in senso stretto, ma i comportamenti "superstiziosi" di uomini e, soprattutto, donne. I giudici iniziarono, quindi, a perseguire quelle pratiche, culti e devozioni personali non in linea con la dottrina e spesso frutto di arcaiche credenze e tradizioni. Si arrivò così all'apice di quel fenomeno conosciuto come "caccia alle streghe" in cui si celebrarono processi molteplici processi contro donne accusate di compiere magie, sortilegi e divinazioni.

## Le missioni cattoliche dopo il XIV secolo

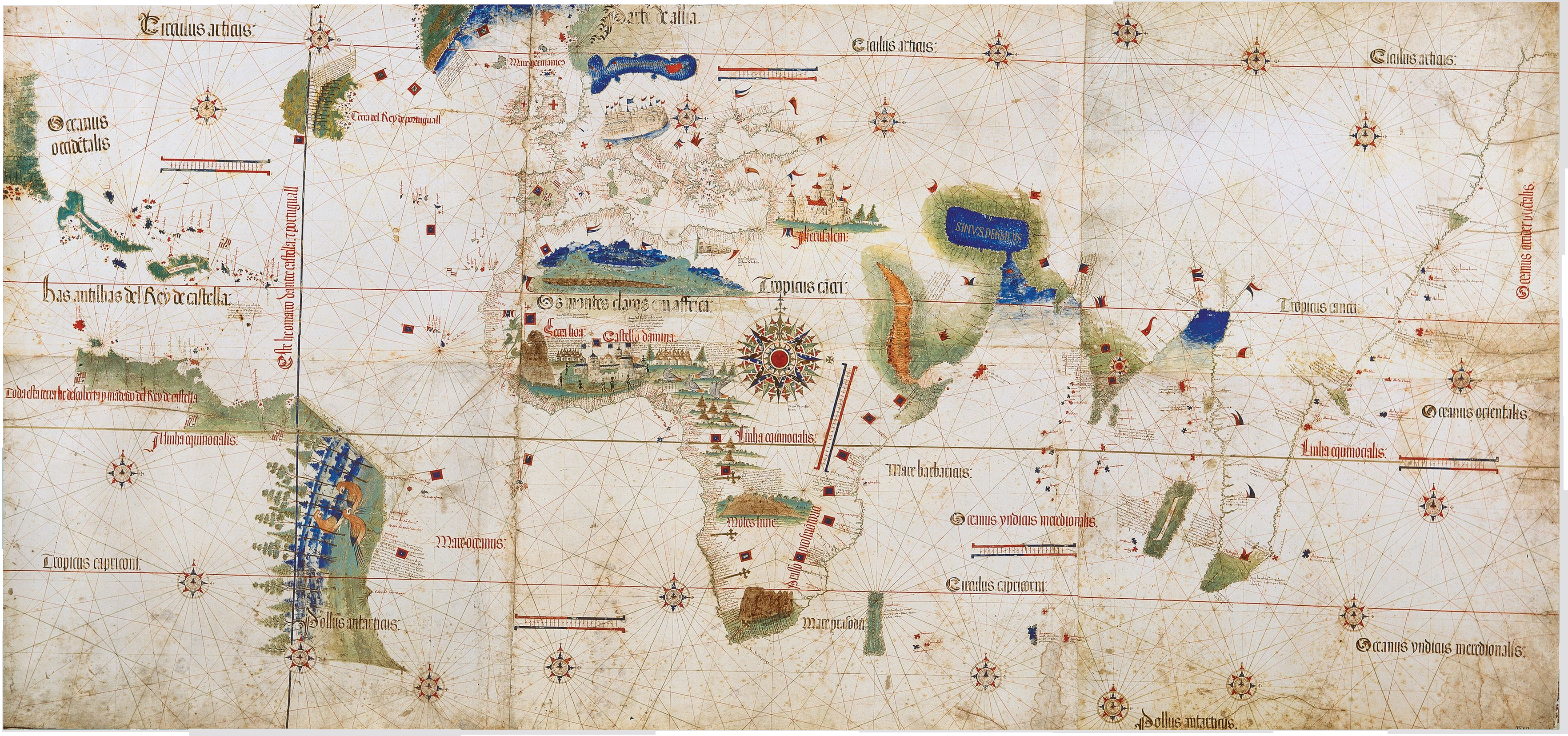
Planisfero di Cantino con il meridiano di Tordesillas

Tra la fine del XV e l’inizio del XVI secolo gli europei compirono una serie di scoperte ed esplorazioni geografiche che cambiarono radicalmente la visione del mondo dell'epoca e la modalità della missione cristiana, arenatasi dopo il fallimento delle crociate e il completamento della cristianizzazione dei popoli europei avvenuta intorno al 1270. La Chiesa cattolica non rimase, dunque, spettatrice dell’espansione coloniale. Nel maggio 1493 papa Adriano VI promulgò la bolla pontificia Inter Caetera, con cui venne fissato un confine di espansione nel mondo tra impero portoghese e impero spagnolo, confine tuttavia modificato l’anno successivo con il trattato di Tordesillas, confermato poi da papa Giulio II.
Inizialmente, il colonialismo portoghese in Asia ebbe caratteristiche diverse da quello spagnolo in America: il primo era basato su insediamenti commerciali sulla costa e quindi scarso coinvolgimento delle popolazioni autoctone. Ben diversa la situazione in America centrale, dove gli spagnoli penetrarono sistematicamente verso l'interno non limitandosi allo sfruttamento delle ricchezze, ma influendo sostanzialmente sui popoli locali come Maya, Aztechi, Incas.

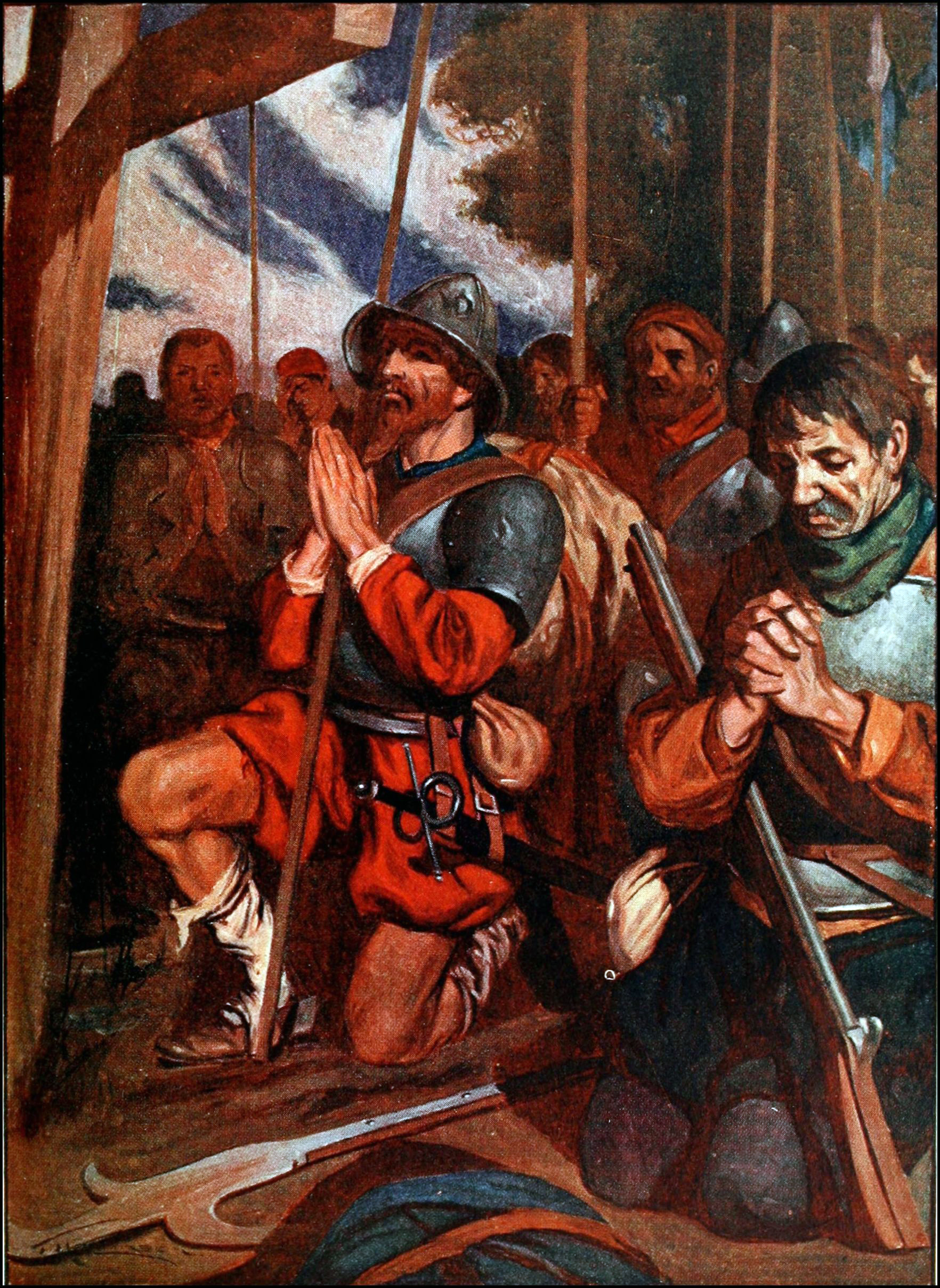
I conquistadores in preghiera prima di entrare a Tenochtitlán

I conquistadores, probabilmente anche animati da uno reale spirito missionario, intrapresero un processo di evangelizzazione degli indios, spesso ricorrendo alla forza e all'oppressione. D’altra parte, a partire dal pontificato di Niccolò V, i pontefici concessero ai sovrani di Spagna e Portogallo privilegi sempre più notevoli sul Nuovo Mondo, esigendo allo stesso tempo da essi che si prendessero cura dell'evangelizzazione nelle terre scoperte, ma che insieme attribuivano allo Stato piena autorità sulla Chiesa nei territori delle missioni. Questo sistema venne chiamato patronato regio e si basava sull'idea che l'appoggio delle autorità civili fosse la via più sicura ed efficace per la cristianizzazione dell'Asia e dell'America. Più in generale il patronato regio non fu che uno degli aspetti di quel fenomeno più vasto, tipico dell'epoca, dell'unione fra le due società, civile e religiosa, con i suoi vantaggi e i suoi gravissimi rischi. Non mancarono comunque le voci in difesa degli indios come quella del missionario Antonio de Montesinos, del domenicano Bartolomé de Las Casas e di papa Paolo III che nel 1537 richiamò i conquistadores al rispetto dei loro diritti tramite la bolla Veritas Ipsa.
Tuttavia, fin dall'inizio delle nuove scoperte la Chiesa non fu disposta a lasciare interamente ad altri la responsabilità dell'evangelizzazione dei popoli. Già papa Pio V aveva istituito nel 1568 una Congregazione cardinalizia per le missioni, Clemente VIII eresse una Congregazione de Propaganda Fide, che però non sopravvisse alle resistenze dei patronati. Si dovette aspettare il 22 giugno 1622 quando papa Gregorio XV emanò la bolla ufficiale d'istituzione della Congregazione de Propaganda Fide il cui scopo era di controllare tutta l'attività missionaria, provvedere alla formazione di missionari, ricevere rapporti e dare direttive. Grazie a questa congregazione, ebbe inizio uno sforzo per trasformare le missioni da fenomeno coloniale in un movimento ecclesiastico e spirituale, per difendere i missionari dalle interferenze delle autorità politiche, per formare un clero indigeno, per provvedere alla traduzione e alla stampa di libri in varie lingue. Per cercare di risolvere la difficile coesistenza tra i Patronati e l'indipendenza delle attività missionarie venne istituita la figura del vicario apostolico, che giuridicamente non era un vero vescovo residenziale, ma un rappresentante speciale del papa.

### L'espansione e l'attività missionaria in Asia

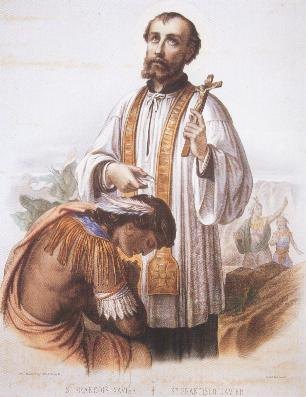
1542: San Francesco Saverio converte dei pescatori di perle nel Tamil Nadu

L'evangelizzazione dell'Asia ebbe caratteristiche sue particolari, dato che in questo vasto continente erano presenti tradizioni culturali e religiose di ben più vasta portata rispetto agli altri continenti. Inoltre la missione era sempre più resa difficile dai contrasti, spesso economici, tra le varie potenze europee che si contendevano le zone costiere asiatiche per il controllo del commercio. Infine da non dimenticare il contrasto secolare tra Propaganda Fide e il Padroado portoghese. Per diffondere il cattolicesimo i missionari, in particolare gesuiti e francescani, adottarono diverse strategie. Seguendo le teorie introdotte dal missionario gesuita Alessandro Valignano, al fine di facilitare l'evangelizzazione dei popoli asiatici, si iniziò a mettere in pratica il modello di inculturazione, ovvero l'adattamento dei missionari agli usi e costumi locali per avvicinarsi maggiormente alle popolazioni indigene. Tuttavia, emerse il problema della difficoltà ad adattare i principi cristiani alla civiltà delle varie nazioni facendo sorgere alcune controversie (controversia dei riti cinesi, controversia dei riti malabarici).
In India già da secoli vi erano antiche comunità dei Cristiani di San Tommaso con i propri riti e la propria dottrina. Per questo vennero viste con diffidenza dai missionari portoghesi giunti insieme agli esploratori, i quali diedero inizio a un sistematico tentativo di epurazione dagli indigeni di ogni traccia di nestorianesimo a favore dell'accettazione dei dettati del concilio di Calcedonia del 451 al fine di stabilire un'indubbia comunione con Roma. Ciò provocò malcontenti e tensioni che sfociarono in una presa di posizione da parte delle comunità autoctone che non vollero riconoscersi nel cristianesimo cattolico dando origine, se non proprio ad uno scisma, ad una frattura con la sede latina. Si dovrò aspettare la seconda metà del XVII secolo perché le due chiese ritrovassero l'unità.
Il Giappone rappresentò invece un duro campo di evangelizzazione e di martirio. Ad un inizio felice, seguì, tra Cinquecento e Seicento, tutta una serie di persecuzioni, che culminarono con la chiusura del Giappone agli europei, missionari compresi. Solo nella seconda metà dell'Ottocento il Giappone fu costretto a riaprire agli europei (e dunque anche ai missionari).

## Cristianesimo nell'età dell'assolutismo
Nei secoli XVII e XVIII in molti stati Europa si affermò un sistema politico, conosciuto come assolutismo monarchico, caratterizzato dalla presenza al vertice di governo di un monarca detentore unico dei poteri legislativo, esecutivo e giudiziario secondo la giustificazione del "diritto divino dei re". In questo contesto il sovrano si dichiarava superiore a qualsiasi legge e senza altra autorità, né temporale né spirituale, sopra di lui. Tale situazione fu la conseguenza di alcuni processi già iniziati già secoli addietro in pieno basso medioevo, tra cui la conquistata supremazia della corona sulla nobiltà sempre più relegata ad un ruolo di secondo piano, la progressiva ingerenza dello stato nelle questioni religiose a seguito della crisi del papato dovuta allo scisma d'occidente e alla riforma protestante e alla non più distinzione tra il potere civile e quello religioso.
Teorizzato anche da celebri filosofi del tempo, come Jean Bodin e Thomas Hobbes, l'assolutismo ebbe fortissime ripercussioni sulla società civile del tempo, che venne sempre più stratificata in diverse classi con privilegi, anche giuridici, differenti. Anche la comunità cattolica venne profondamente influenzata a seguito dei nuovi rapporti tra questioni ecclesiastiche e governo centrale.

### Chiesa cattolica e società europea nel XVII e XVIII secolo

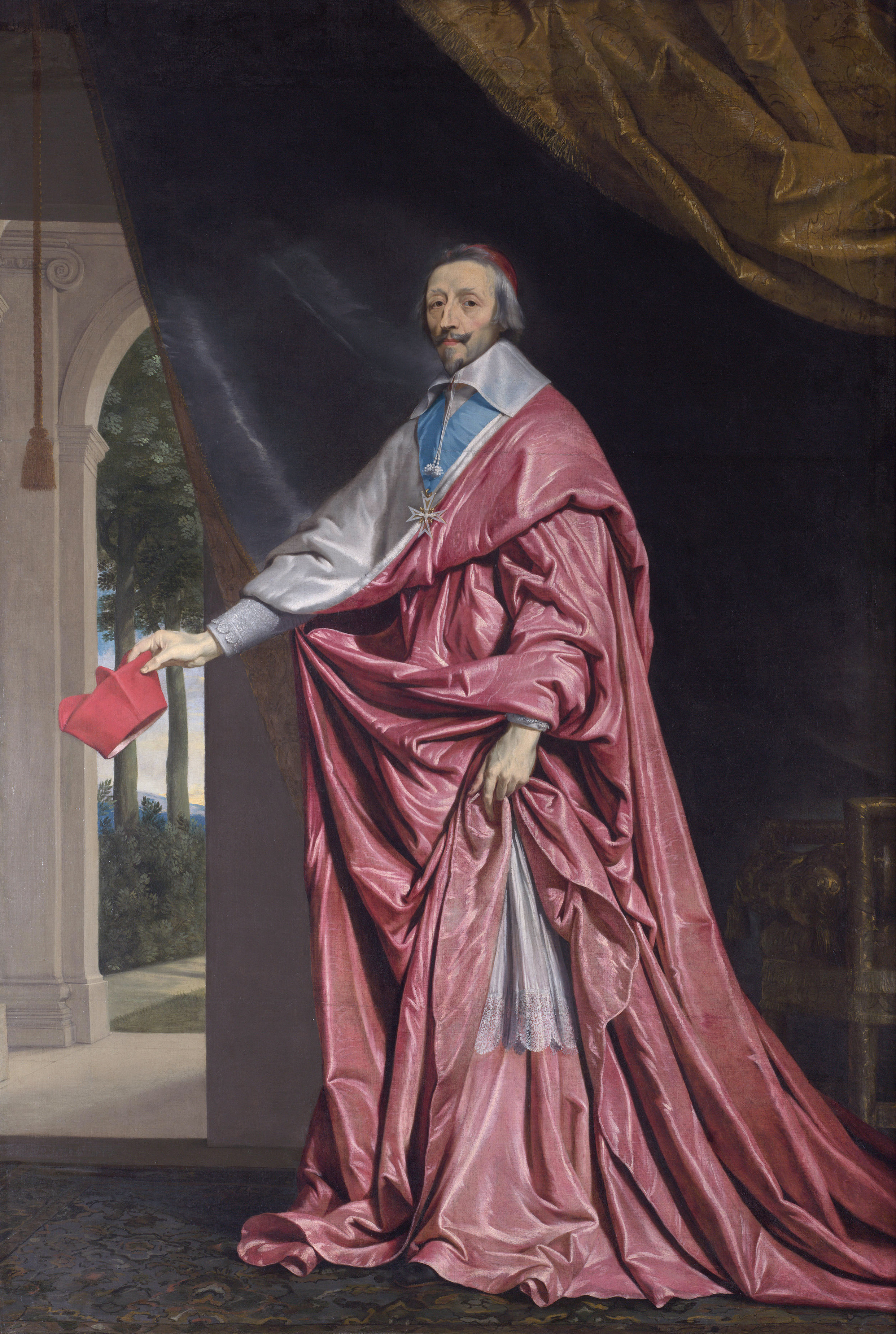
Ritratto del potente cardinale Richelieu, potente uomo politico ed esempio di alto ecclesiastico nell'epoca dell'assolutismo monarchico

Uno dei tratti peculiari della società dell'assolutismo è la mancanza di una netta divisione tra l'ordinamento religioso e quello civile che operano in una collaborazione così stretta da arrivare alle volte a sovrapporsi; se la società civile assume su di sé alcuni aspetti sacri, quella religiosa adotta i mezzi legali propri della prima. Negli stati europei rimasti con il pontefice di Roma dopo la Riforma protestante, il cattolicesimo si impose come unica religione ufficiale e professabile dai sudditi, mentre il sovrano ne era considerato il principale difensore e promotore. In questa simbiosi tra religione e stato, il secondo arriva a riconoscere le leggi del primo e ad imporre, anche con la forza, il loro rispetto. Alla Chiesa rimane il monopolio sull'assistenza sociale e sull'istruzione, quest'ultimo un tema su cui lo Stato si disinteresserà fino al settecento inoltrato. Gesuiti, Scolopi, Barnabiti e Benedettini furono i maggiori ordini che si dedicarono alla formazione dei fanciulli, mentre per le ragazze erano previsti educandati annessi ai conventi delle monache.
Lo Stato assoluto garantì alla Chiesa cattolica particolari privilegi giuridici come l'immunità, il diritto d'asilo per gli edifici sacri e l'esenzione dalle imposte tributarie. Gli ecclesiastici erano sollevati dall'obbligo di servizio militare e godevano il diritto di essere giudicati da propri tribunali. Quest'ultimo privilegio, in particolare, non mancò di creare diverse tensioni, tra cui la cosiddetta guerra dell'Interdetto scoppiata nel 1606, al tempo del pontificato di papa Paolo V, tra la Repubblica di Venezia e lo Stato Pontificio a seguito dell'arresto di due preti cattolici. A fare da contrappeso a tali concessioni alla Chiesa vi fu una pesantissima ingerenza dello Stato negli affari religiosi, arrivando ad un minuzioso controllo su tutte le sue attività e sulla sua organizzazione: un sistema che è conosciuto come "giurisdizionalismo".
In un tale contesto è facile rendersi conto che, se da un lato la Chiesa cattolica poté beneficiare di protezione e prestigio, dall'altro le intromissioni dell'autorità civile le procurarono diversi problemi. Se oramai le elezioni dei pontefici e le nomine dei vescovi erano spesso guidate dai governi, anche la vita dei monasteri andò in rapida decadenza. Le abbazie più ricche venivano date in commenda ad abati commendatari, talvolta persino laici, che non risiedevano nel monastero e nemmeno si occupavano della sua gestione, lasciandola al priore, ma si limitavano solo al percepimento dei redditi prodotti; un sistema spesso che inevitabilmente lasciava le abbazie in stato di povertà.

Caravaggio, Crocifissione di san Pietro, 1601. La religione influenzò molto l'arte europea del XVII secolo.

Anche il basso clero secolare non godeva di prosperità: in numero eccessivo, con un sacerdote ogni 40-50 abitanti, la formazione dei sacerdoti era spesso approssimativa a causa di una disomogenea presenza di validi seminari. Una massa così ampia di preti scarsamente occupati, poco istruiti e in fragili condizioni economiche arrivò addirittura a rappresentare un problema di ordine pubblico. Diversa era la situazione degli appartenenti alle più alte gerarchie ecclesiastiche, che potevano godere di patrimoni assai cospicui che permettevano loro di vivere nello sfarzo. Gli stessi pontefici conducevano un'esistenza simile a quella degli altri sovrani, circondandosi di una corte che seguiva un cerimoniale sfarzoso. Papa Gregorio XIII, giudicando i palazzi del Vaticano oramai insufficienti, fece costruire la reggia del Quirinale che da papa Clemente VIII divenne la residenza abituale dei papi.
La comunità dei credenti appare ben coesa nella fede, a cui aderiva con sincero sentimento. Il popolo partecipava assiduamente alle funzioni religiose e quasi tutti si accostavano ai sacramenti almeno a Pasqua. La quotidianità era fortemente influenzata dal cattolicesimo: ricorrenze religiose, feste per consacrazione di chiese, sontuose processioni scandivano i tempi. Tali eventi arrivarono ad essere talmente numerosi che si tentò di limitarli, come fece papa Urbano VIII. Appartenenti al clero regolare, più istruiti di quello secolare, tenevano appassionate prediche che duravano oltre un'ora e mezza, spesso incentrate sulla figura del Signore come severo giudice supremo. Nonostante la scarsa scolarizzazione grazie al catechismo praticamente tutti conoscevano le basi fondamentali della dottrina cristiana, accentandole senza particolari riserve anche se le classi più basse l'applicavano in maniera rozza e primitiva, a differenza delle élite culturali, che potevano accedere ad opere ascetiche e mistiche. Nel settecento, tuttavia, con il graduale affermarsi delle idee illuministiche il sentimento religioso si affievolì. La religione non mancò di far sentire la sua influenza anche sulla cultura barocca; i lavori di Miguel de Cervantes, Calderón de la Barca, Juan de Herrera, Lope de Vega nella letteratura, El Greco, Diego Velázquez, Bartolomé Esteban Murillo, Peter Paul Rubens, Antoon van Dyck, Gian Lorenzo Bernini, Francesco Borromini, Caravaggio nell'arte, ne furono i più celebri esempi.

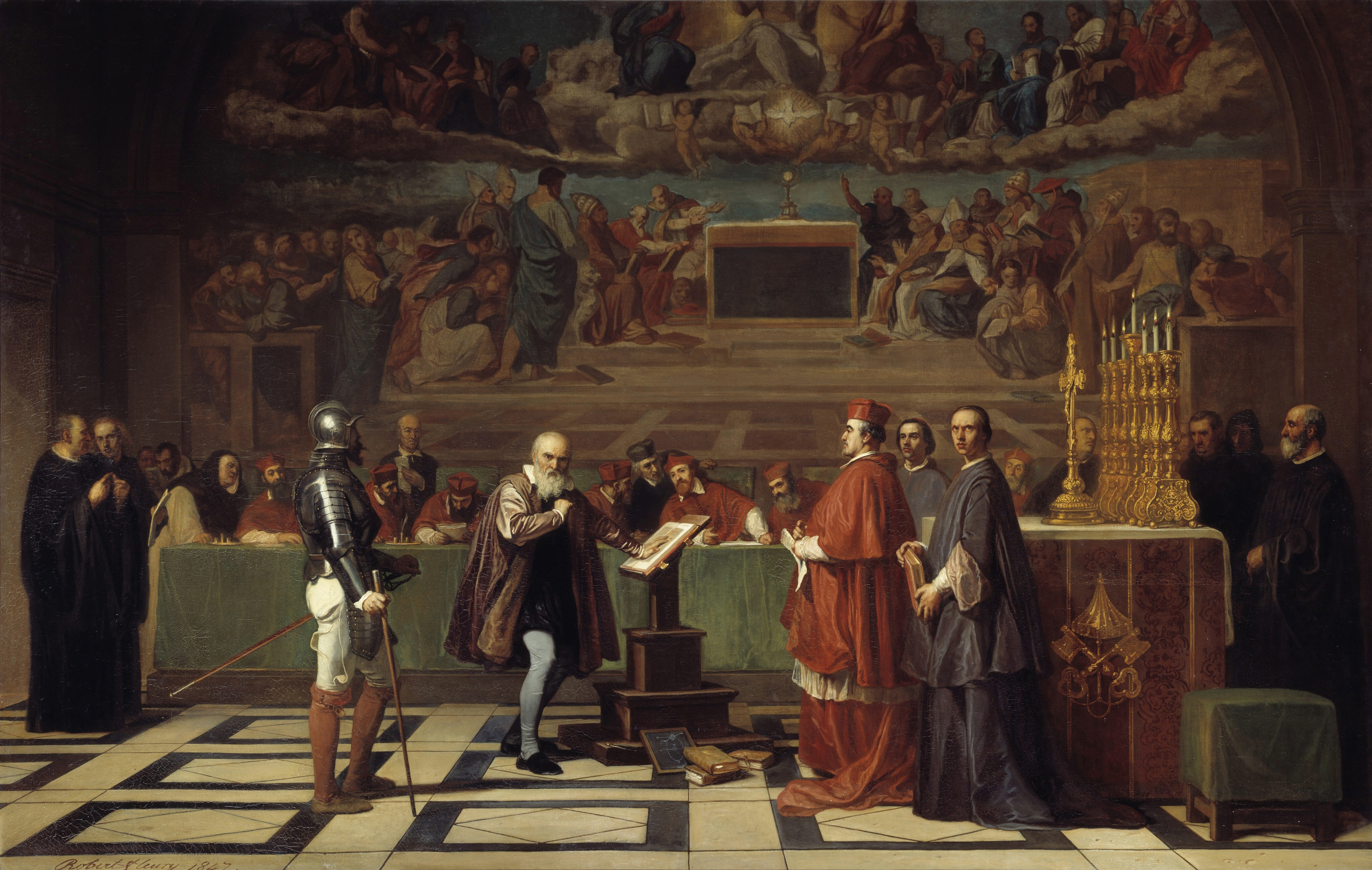
Galileo di fronte al Sant'Uffizio, dipinto di Joseph-Nicolas Robert-Fleury

L'intensa religiosità si tramutò, talvolta, anche in eccessi che sfociarono nel fanatismo. La censura fu applicata in tutti i campi, celebre fu il processo a Galileo Galilei che vide un «duro e amaro scontro tra i difensori della concezione tradizionale conservatrice e i fautori di una nova visione dell'universo che sembrò minare l'antica fede». Alla fine Galileo Galilei venne costretto ad un atto di abiura riguardo alle sue tesi a sostegno del sistema copernicano che si contrapponeva al tradizionale sistema tolemaico riconosciuto dalla Chiesa. Peggio andò al filosofo Giordano Bruno, messo al rogo per le sue idee nel 1600. I cristiani del XVII e XVIII secolo temevano fortemente il demonio. Non furono rare le accuse di persone, soprattutto donne, di aver stretto legami con il diavolo ai danni della comunità che portarono a vere e proprie manifestazioni isteriche di violenza.

### Controversie teologiche e dottrinali in Occidente

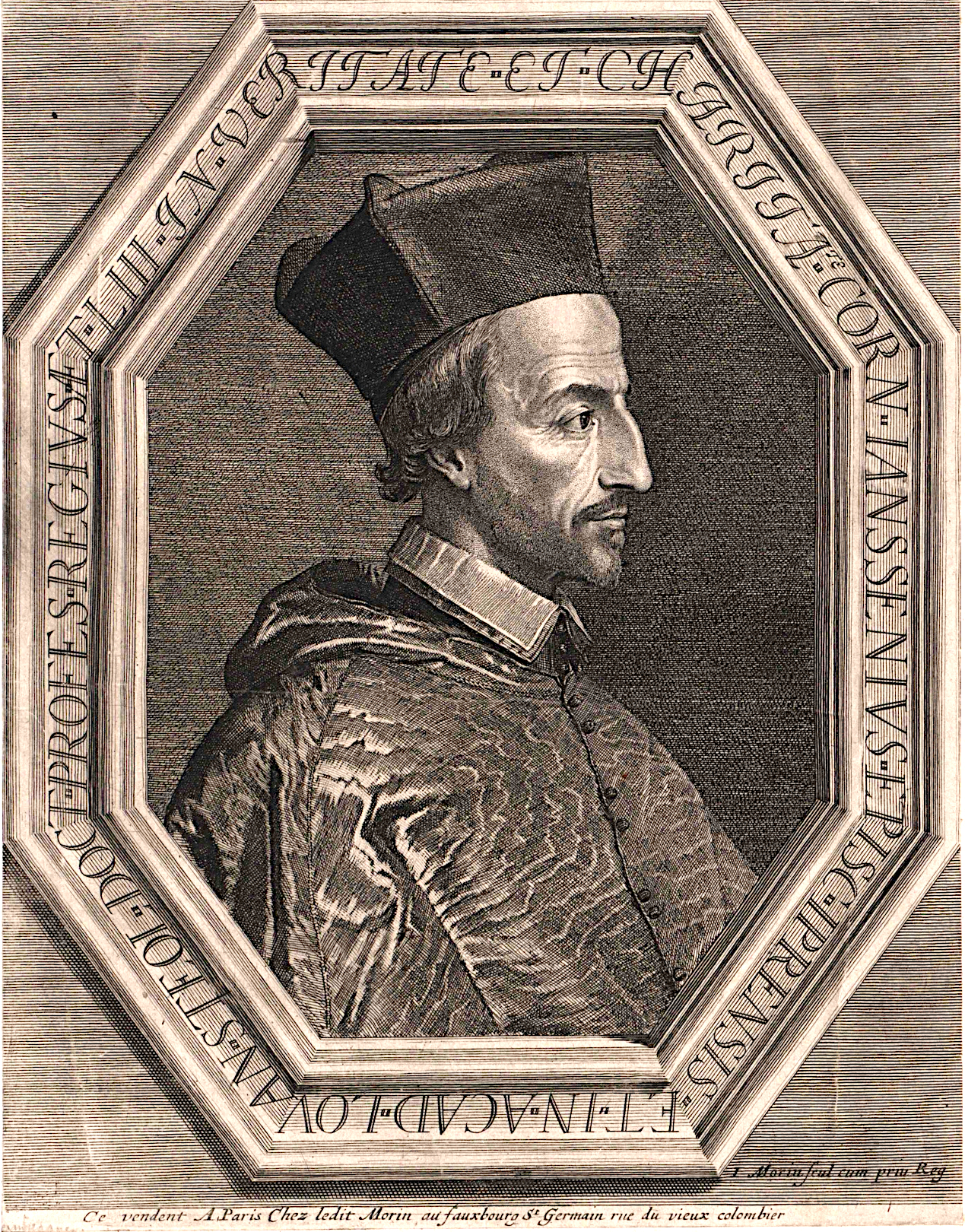
Giansenio

Dopo il caso di Lutero e dopo il Concilio di Trento, la Chiesa di Roma fu molto attenta a seguire i dibattiti teologici del mondo cattolico per bloccare sul nascere eventuali sviluppi ereticali. Tuttavia nei secoli XVII-XVIII presero forma nel mondo cattolico diverse correnti e idee teologiche non sempre nella linea dell'ortodossia, ma spesso nate come reazione al diffuso lassismo morale del tempo. Infatti, la società, anche religiosa, dell'Ancien Régime dimostrò una certa inclinazione verso la giustificazione di comportamenti contrari al buon senso cristiano. Era usuale accettare come lecite le sperequazioni sociali, i privilegi concessi alla nobiltà; si arrivò persino a considerare giustificabili in taluni occasioni l'aborto, l'omicidio, il duello. Non mancarono tentativi dei pontefici, come Alessandro VII, Innocenzo XI e Alessandro VIII, di porre freno alla deriva morale, ma ciò non bastò per redimere una società sempre più corrotta.
Il concilio di Trento aveva cercato di dare delle risposte alla questione della correlazione tra libertà dell'uomo e grazia divina senza però dare conclusioni universalmente soddisfacenti. Il vescovo Michele Baio elaborò una teoria in cui, negando il carattere soprannaturale della condizione originale dell'uomo nel paradiso terrestre, ne deduceva la corruzione totale dell'uomo dopo il peccato originale e l'impossibilità di resistere alla grazia. La Chiesa definì le sue idee eretiche, ma la bolla pontificia con cui si emetteva la condanna risultò parzialmente ambigua, lasciando aperto il dibattito, che venne ripreso verso la fine del 1500 in una dura controversia tra due diverse posizioni, rispettivamente sostenute da domenicani e gesuiti. La commissione cardinalizia chiamata a dirimere la questione non volle arrivare ad una risoluzione definitiva.
Baio è considerato il precursore del giansenismo, una corrente di pensiero teologico-morale nata in Belgio nel 1640 con Giansenio. La sua dottrina verteva sui rapporti tra libertà umana e grazia divina: l'uomo, dice Giansenio, è decaduto con il peccato ed incapace di amare senza l'aiuto della grazia di Dio che spinge all'amore; questa «spinta» interiore non lede la libertà umana, perché vi è assenza di libertà solo quando l'uomo è «costretto» esteriormente. Il Giansenismo, aspramente combattuto dai Gesuiti, ebbe larga diffusione in Francia, e in qualche misura anche in Italia tanto che alla fine del XVIII secolo Scipione de Ricci che arrivò a convocare il Sinodo di Pistoia allo scopo di organizzare una chiesa nazionale indipendente da Roma.
Nel XVII, in Francia, si diffuse anche il Gallicanesimo, una corrente di pensiero teologico-politico in cui si sosteneva, da un lato, la libertà sempre maggiore della Chiesa di Francia da ogni influsso e condizionamento esterno (in particolare del papa), e dall'altro, l'attribuzione allo Stato francese di una sempre maggiore partecipazione negli affari ecclesiastici. Il Gallicanesimo si manifestò così come una tendenza centrifuga all'interno della Chiesa cattolica, in contrasto con le tendenze centripete della Santa Sede di Roma. In Spagna, il Quietismo, fu un movimento di pensiero teologico-spirituale, sostenuto dal sacerdote Miguel Molinos, che accentuava a tal punto l'azione della grazia di Dio da annullare praticamente l'azione e la libertà dell'uomo; inoltre la pace interiore si acquista solo attraverso la negazione dell'amore proprio: il niente, l'annichilimento è la strada per giungere alla purezza dell'anima, alla perfetta contemplazione e alla pace interiore. Maggiori esponenti del quietismo furono, oltre al Molinos, Madame Jeanne-Marie de Guyon e il Fénelon.

### La Chiesa russa sotto Pietro il Grande (XVII-XVIII secolo)

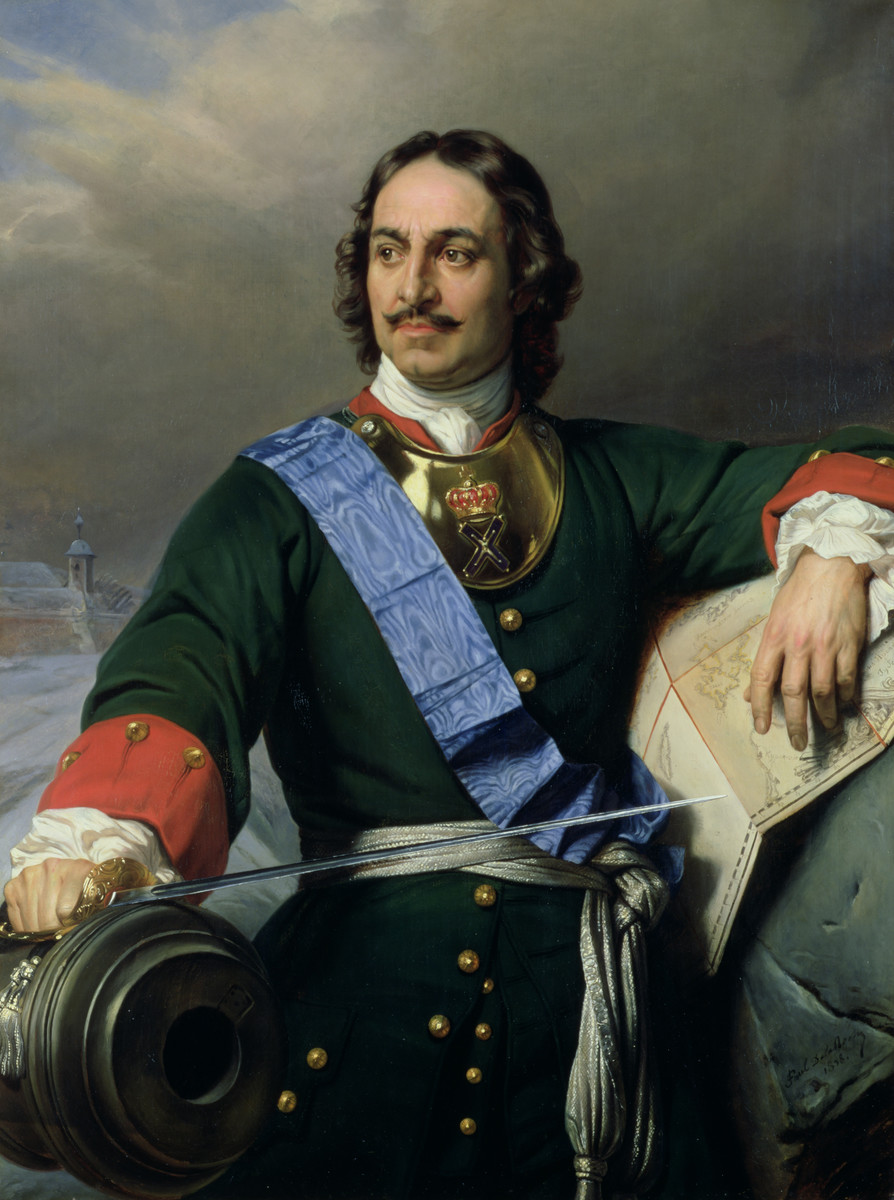
Ritratto di Pietro il Grande di Paul Delaroche

Il periodo di regno, protrattosi dal 1682 al 1725, dello zar Pietro il Grande resta uno dei più significativi della storia della Russia. Cresciuto lontano dal paese natale, ebbe modo di fare suoi i costumi occidentali e nel contempo di rimanere in parte estraneo alle tradizioni russe; tale formazione ebbe fortissime ripercussioni sul suo governo. Le sue riforme, volte ad occidentalizzare la Russia e ad eliminare le antiche consuetudini, coinvolsero anche la Chiesa locale, promuovendone una sua sottomissione al potere centrale. A partire dal 1º settembre 1698 ordinò a tutti i sudditi, ad esclusione degli ecclesiastici, di tagliarsi la barba, cosa che era fino all'ora vietata per motivi religiosi, in quanto radersi era considerato un'offesa all'immagine di Dio che è nell'uomo. Successivamente abolì il tradizionale rituale della domenica delle palme, introdusse il calendario occidentale al posto della datazione ortodossa e trasferì la capitale da Mosca a San Pietroburgo.
Nel 1700, alla morte del patriarca di Mosca Adriano, Pietro decise di non nominare immediatamente un successore, ma bensì di designare un luogotenente nella persona dell'ucraino Stefan Javorskij, quest'ultimo di formazione occidentale e fortemente ortodosso. Il periodo di sede vacante venne utilizzato per dare attuazione a una profonda riorganizzazione della Chiesa russa sotto la guida di Feofan Prokopovič e secondo i caratteri assolutistici del nuovo regime. Lo scopo principale della riforma era quella di sottomettere la Chiesa all'utilità dello stato.
Nel 1721 lo zar abolì del tutto il patriarcato e trasformò l'amministrazione centrale della Chiesa in un dipartimento dello stato, con il nome di "Santo Sinodo di governo". Questo era un ristretto collegio ecclesiastico che sovrintendeva alla vita e all'operato della Chiesa russa; i suoi membri erano scelti dallo zar e da lui potevano essere sollevati dall'incarico in qualsiasi momento. Il Santo Sinodo era, inoltre, affiancato da un alto funzionario imperiale laico, che doveva presenziare a tutte le riunioni, e di fatto agiva come l'amministratore degli affari della Chiesa. Questo assetto organizzativo rimarrà in vigore fino al 1917, quando la rivoluzione russa metterà fine allo zarismo e secolarizzerà la società.
Alla lunga le conseguenze furono negative per l'Ortodossia, in virtù dell'assoluta mancanza decisionale e giurisdizionale: ciò portò, per esempio, ad una sempre più diffusa secolarizzazione, che influì soprattutto sulla vita monastica, che visse un periodo di profonda crisi. Ma nell'immediato, la Chiesa ottenne qualche beneficio: l'introduzione di un sistema occidentale di istruzione religiosa e teologica, una maggiore opera di evangelizzazione nelle steppe dell'Asia, una ricca produzione di letteratura spirituale legata alle figure di grandi santi ortodossi, come san Mitrofane di Voronež, morto nel 1703; san Tichon di Zadonsk, morto nel 1783; Platone Levšin, metropolita di Mosca, morto nel 1803. Tutti i tentativi di sfidare il potere dello zar sulla Chiesa, tuttavia, incontrarono sempre il fallimento. Il metropolita di Rostov, che si oppose alla secolarizzazione delle proprietà della chiesa da parte dell'imperatrice Caterina la Grande, fu deposto e morì in prigione (1772).

## Cristianesimo nell'età dei lumi

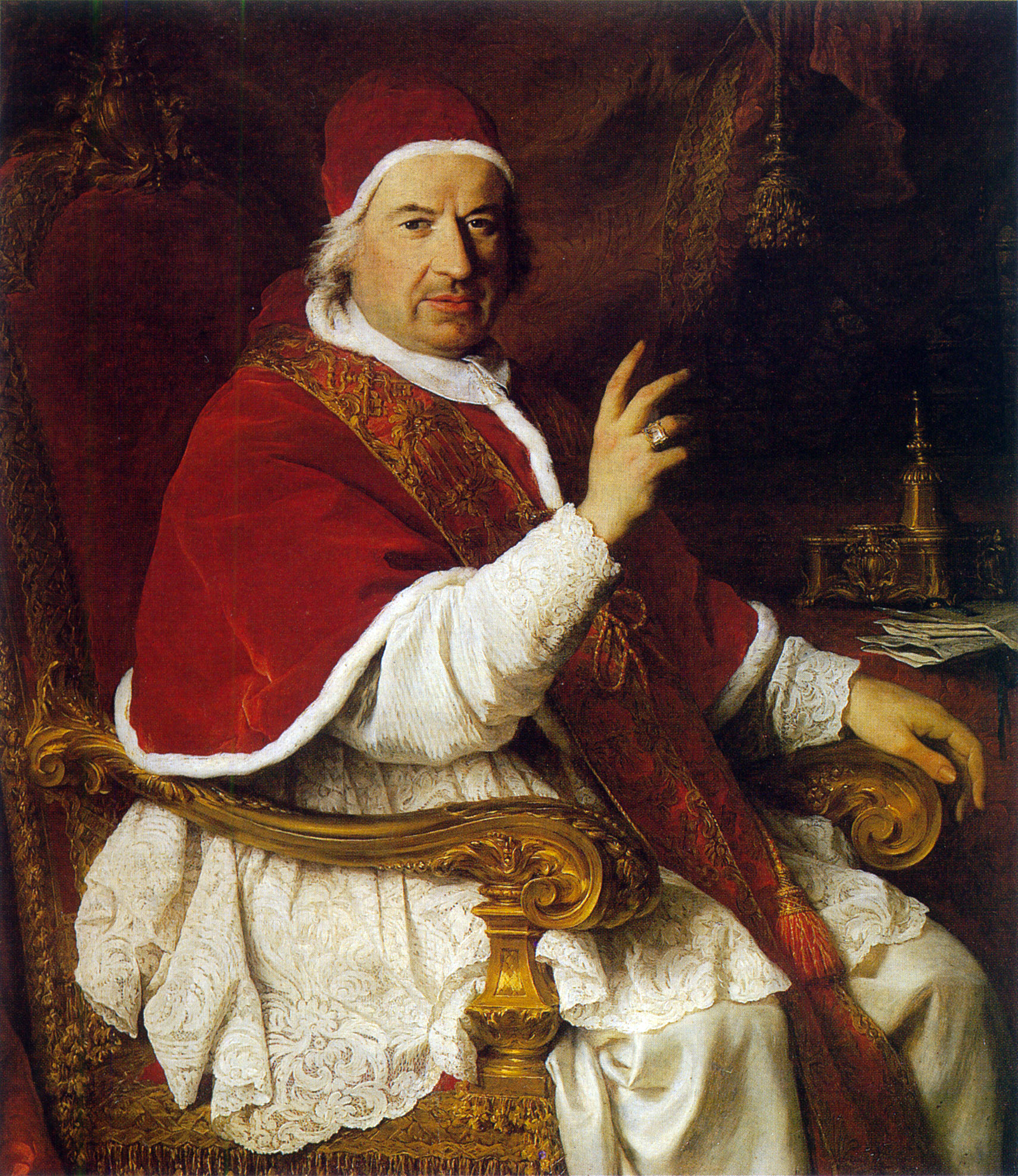
Papa Benedetto XIV, uno dei pontefici più importanti del XVIII secolo

Nel corso del XVIII in Europa si sviluppò un movimento, noto come "illuminismo", caratterizzato da una visione razionale del mondo e da una fiducia verso un processo di liberazione dell'uomo dalla superstizione e dal pregiudizio. La religione, non solo cattolica, fu bersaglio di molte critiche e accuse, poiché vista come responsabile delle "tenebre" che hanno offuscato la storia umana e a cui i "lumi della ragione" avrebbero potuto porre rimedio. Fortemente critici nei confronti del concetto di dogma e di ogni cerimoniale religioso, gli illuministi furono perlopiù deisti o naturalisti, ma non mancarono tra di loro atei. Il sentimento maggiore nei confronti della Chiesa era quello di riformarla sostanzialmente, eliminandone qualsiasi influsso; vi furono anche posizioni più intransigenti che ne avrebbero voluto la dissoluzione.
Inizialmente la Chiesa non fu del tutto contraria alle nuove idee che circolavano, sebbene nelle formulazioni meno estreme, tanto che papa Benedetto XIV dimostrò un apprezzamento verso l'opera Maometto ossia il fanatismo di Voltaire, ma ciò durò ben poco: nel 1757 con la bolla pontificia Providas Romanorum venne bandita la massoneria (una setta con caratteri illuministici), mentre successivamente vennero messi all'indice opere come De l'esprit des lois di Montesquieu, l'Encyclopédie diretta da Denis Diderot, e molti altri lavori di Voltaire. Nacque una vera e propria apologetica cattolica anti-illuminista, che insisteva molto sull'utilità sociale della religione. Da circa la metà del secolo si può, dunque, parlare di uno scontro aperto tra Chiesa e illuminismo.

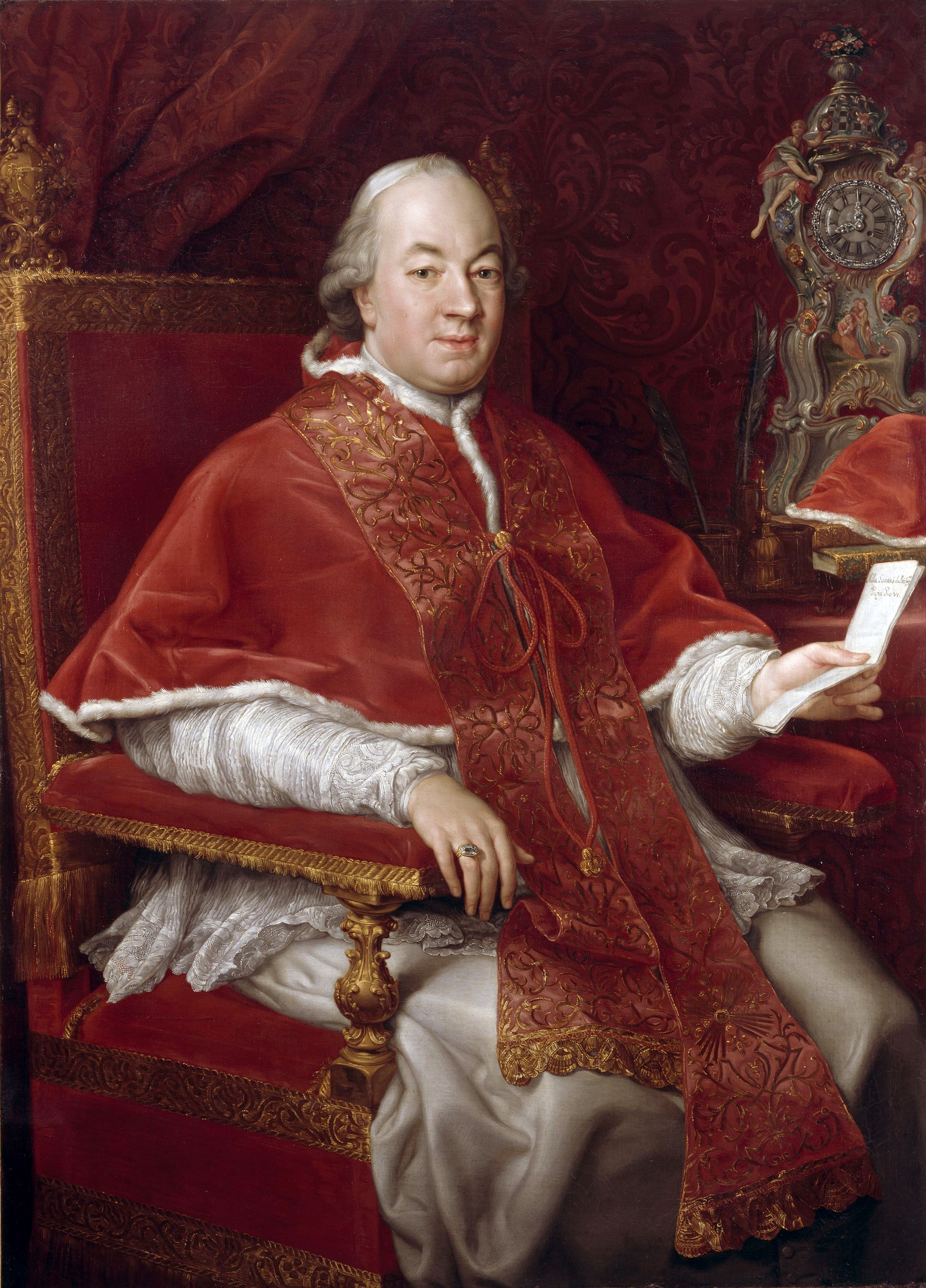
Ritratto di papa Pio VI, nel 1782 il pontefice si recò a Vienna (il primo papa a viaggiare all'estero dopo 250 anni) per cercare, senza successo, di ottenere la revoca dell'editto e di altri provvedimenti in materia ecclesiastica promossi dagli Asburgo-Lorena

Gli ideali illuministici vennero accolti anche da parte di molti sovrani temporali dell'epoca che pur continuando a governare in termini assolutistici proposero alcune riforme secondo le aspettative del movimento, tanto che si può parlare di monarchi illuminati. Dalle loro scelte politiche la Chiesa fu profondamente influenzata. Ispiratore di queste riforme finalizzate ad un controllo delle chiese nazionali fu il febronianesimo, una corrente di pensiero teologico-politico molto simile al giansenismo, favorevole all'instaurazione di una Chiesa di Stato (episcopalismo), libera da ogni influsso esterno e alla riduzione del potere del papa di Roma ad un semplice primato di onore. Sugli echi delle teorie di Giustino Febrònio, Giuseppe II d'Asburgo-Lorena promosse una politica, detta giuseppinismo, atta a ridimensionare l'autorità della Chiesa cattolica nella monarchia asburgica che rappresentò una forma particolarmente estrema di giurisdizionalismo. Giuseppe assorbì nello stato i poteri del clero nazionale, soppresse 700 conventi, perlopiù di ordini contemplativi, riducendo il numero di religiosi regolari da 65 000 a 27 000. Nello stesso tempo promosse l'istituzione di seminari per rendere il clero secolare più colto.
Per giustificare tali ingerenze nelle questioni ecclesiastiche i sovrani illuminati, dichiarandosi cattolici, dichiararono che il loro ruolo era una conseguenza del volere divino e che la loro missione fosse dunque quella di difensori della Chiesa, con la facoltà di decidere autonomamente quali fossero le scelte migliori per la sua prosperità. Gli storici hanno evidenziato come il controllo dei monarchi sulla Chiesa fosse dovuto alla necessità di far fronte alle nuove esigenze politiche ed economiche messe in luce dalle teorie che andavano diffondendosi. Ad esempio, i vincoli di manomorta che gravavano sulle ingenti proprietà terriere della Chiesa erano visti come un ostacolo alla circolazione dei beni, considerata fondamentale nella nuova concezione di libero mercato di nuova formulazione.
Singolare fatto che testimonia l'azione dei governi assolutisti fu la soppressione della Compagnia di Gesù. Fin dal secolo precedente i gesuiti avevano acquisito grande reputazione in Europa, compiendo operazioni politiche e soprattutto economiche su vasta scala arrivando ad essere percepiti dai loro oppositori come troppo influenti nelle varie corti e troppo legati al papato. Pertanto molti monarchi europei incominciarono ad essere preoccupati dalle interferenze politiche e dal pesante condizionamento economico che questi apportavano ai loro governi. Sfruttando un pretesto, nel 1759 vennero espulsi dal regno di Portogallo, esempio seguito poi da molti altri stati. Sotto la pressione dei sovrani borbonici, con il breve Dominus ac Redemptor del 21 luglio 1773 papa Clemente XIV soppresse la Compagnia.
Nel contesto di scontro emerse anche una corrente definibile come illuminismo cattolico, che metteva in luce la ragione legata alla religione o proponeva un ideale cristiano compatibile con il progresso scientifico e con le mutate esigenze sociali. I cattolici illuministi, come il teologo e vescovo Johann Michael Sailer, proponevano una Chiesa più sobria, lontana dagli eccessi esteriori del barocco, fino a far dire al celebre filosofo Immanuel Kant che «l'uomo per piacere a Dio deve solo osservare i suoi doveri natali, tutto il resto è inutile». Già nei primi decenni del secolo papa Benedetto XIV aveva attuato una serie di riforme pastorali nello spirito illuministico di stampo muratoriano, tuttavia una mancanza di coesione in tutta la gerarchia ecclesiastica ne rese difficoltosa l'applicazione. Dall'epistolario di Benedetto XIV si apprende come il pontefice dovesse fare i conti con capitoli in lotta con i vescovi, ordini religiosi in contrasto tra di loro e abati più preoccupati della carriera e della vita mondana che della loro missione. Questo fu il contesto, peggiorato dall'inconsistenza dei pontificati successivi a Benedetto, vuoi per incapacità dei papi o per il brevissimo tempo in cui rimasero in carica, in cui la Chiesa cattolica si trovò all'alba della rivoluzione francese e della storia del cristianesimo in età contemporanea.

### Esplicative
1. ↑  Il passo biblico che ispirò Lutero riguardo al peccato e al perdono fu: 
«Io infatti non mi vergogno del Vangelo, perché è potenza di Dio per la salvezza di chiunque crede, del Giudeo, prima, come del Greco. In esso infatti si rivela la giustizia di Dio, da fede a fede, come sta scritto: Il giusto per fede vivrà.»
(Rm 1,16-17)
2. ↑  Tradizionalmente si ritiene che la prima pubblicazione delle tesi avvenne tramite affissione delle stesse al portale della chiesa del castello di Wittenberg il 31 ottobre 1517, tuttavia ciò non è certo che avvenne. In Schorn-Schütt, 1998, p. 31.

### Bibliografiche
1. 1 2  Martina, 1993, pp. 91-93.
2. ↑  Martina, 1993, pp. 91-92.
3. ↑  Martina, 1993, pp. 95-96.
4. ↑  Péronnet, 1981, pp. 129-131.
5. ↑  Koenigsberger, Mosse e Bowler, 1999, pp. 145-16.
6. ↑  G. Ágoston, B.A. Masters, Encyclopedia of the Ottoman Empire (2009), 238.
7. ↑  Filoramo e Menozzi, 2008, p. 312.
8. ↑  Filoramo e Menozzi, 2008, pp. 310-311.
9. ↑  Filoramo e Menozzi, 2008, pp. 313-314.
10. ↑  Filoramo e Menozzi, 2008, p. 315.
11. ↑  Filoramo e Menozzi, 2008, p. 300.
12. 1 2  Filoramo e Menozzi, 2008, p. 301.
13. ↑  Filoramo e Menozzi, 2008, pp. 303-305.
14. ↑  Filoramo e Menozzi, 2008, pp. 305-308.
15. ↑  Filoramo e Menozzi, 2008, pp. 305-306.
16. ↑  Chaillot, 2014, p. 5.
17. ↑  Chaillot, 2014, p. 14.
18. ↑  Chaillot, 2014, p. 31.
19. ↑  Chaillot, 2014, pp. 110-111.
20. ↑  Chaillot, 2014, pp. 337-338.
21. ↑  Koenigsberger, Mosse e Bowler, 1999, pp. 156-157, 145-146.
22. ↑  Smolinsky, 1995, pp. 7-9.
23. ↑  Filoramo e Menozzi, 2008, pp. 6-9.
24. ↑  Martina, 1993, pp. 56-58.
25. ↑  Smolinsky, 1995, pp. 13-16.
26. ↑  Martina, 1993, p. 107.
27. ↑  Koenigsberger, Mosse e Bowler, 1999, pp. 174-176.
28. ↑  Martina, 1993, pp. 79-81.
29. ↑  Martina, 1993, p. 118.
30. ↑  Martina, 1993, pp. 129-131.
31. ↑  Koenigsberger, Mosse e Bowler, 1999, p. 183.
32. 1 2  Martina, 1993, pp. 134-136.
33. ↑  Martina, 1993, pp. 136-138.
34. ↑  Martina, 1993, pp. 138-139.
35. ↑  Martina, 1993, pp. 143-144.
36. ↑  Koenigsberger, Mosse e Bowler, 1999, pp. 188-189.
37. ↑  Martina, 1993, pp. 144-147.
38. ↑  Filoramo e Menozzi, 2008, pp. 31-32.
39. ↑  Filoramo e Menozzi, 2008, pp. 33-36.
40. ↑  Smolinsky, 1995, pp. 60-63.
41. ↑  Smolinsky, 1995, p. 63.
42. ↑  Filoramo e Menozzi, 2008, pp. 41-43.
43. ↑  Koenigsberger, Mosse e Bowler, 1999, pp. 213-215.
44. ↑  Filoramo e Menozzi, 2008, pp. 49-52.
45. ↑  Martina, 1993, pp. 149, 154.
46. ↑  Smolinsky, 1995, pp. 68-69.
47. ↑  Martina, 1993, pp. 152-153.
48. ↑  Smolinsky, 1995, pp. 70-71.
49. ↑  Filoramo e Menozzi, 2008, pp. 55-56.
50. ↑  Martina, 1993, pp. 157-158.
51. ↑  Smolinsky, 1995, p. 77.
52. ↑  Martina, 1993, pp. 158-159.
53. ↑  Smolinsky, 1995, p. 78.
54. ↑  Martina, 1993, p. 160.
55. ↑  Martina, 1993, pp. 160-161.
56. ↑  Martina, 1993, p. 165.
57. ↑  Smolinsky, 1995, p. 79.
58. ↑  Smolinsky, 1995, p. 80.
59. 1 2  Martina, 1993, p. 140.
60. ↑  Filoramo e Menozzi, 2008, pp. 40-41.
61. ↑  Filoramo e Menozzi, 2008, pp. 19-20, 41-42.
62. ↑  Martina, 1993, pp. 140-141.
63. ↑  Filoramo e Menozzi, 2008, pp. 47-49.
64. ↑  Filoramo e Menozzi, 2008, pp. 44-45.
65. 1 2  Martina, 1993, pp. 170-171.
66. ↑  Martina, 1993, pp. 171-173, 176.
67. ↑  Martina, 1993, pp. 179-180.
68. ↑  Filoramo e Menozzi, 2008, pp. 154-155.
69. ↑  Filoramo e Menozzi, 2008, p. 155.
70. ↑  Filoramo e Menozzi, 2008, pp. 156-157.
71. 1 2  Ago e Vidotto, 2021, p. 84.
72. ↑  Filoramo e Menozzi, 2008, pp. 158-159.
73. ↑  Ago e Vidotto, 2021, pp. 86-87.
74. 1 2  Filoramo e Menozzi, 2008, p. 164.
75. ↑  Filoramo e Menozzi, 2008, pp. 162-164.
76. ↑  Filoramo e Menozzi, 2008, pp. 167-168.
77. ↑  Ago e Vidotto, 2021, pp. 88-89.
78. ↑  Koenigsberger, Mosse e Bowler, 1999, pp. 238-241.
79. ↑  Filoramo e Menozzi, 2008, p. 165.
80. ↑  Martina, 1993, pp. 241-242.
81. ↑  Bonora, 2001, p. 25.
82. ↑  Bonora, 2001, pp. 27-28.
83. ↑  Bonora, 2001, pp. 44-45, 102.
84. ↑  Ago e Vidotto, 2021, pp. 85-86.
85. ↑  Bonora, 2001, pp. 45-46.
86. ↑  Bonora, 2001, pp. 32-33.
87. ↑  Bonora, 2001, pp. 85-86.
88. ↑   Controriforma, in Treccani.it – Enciclopedie on line, Roma, Istituto dell'Enciclopedia Italiana.
89. ↑  Ago e Vidotto, 2021, pp. 89-90.
90. ↑  Bonora, 2001, pp. 91-92.
91. ↑  Ago e Vidotto, 2021, pp. 91-92.
92. ↑  Koenigsberger, Mosse e Bowler, 1999, pp. 152-153.
93. ↑  Martina, 1993, p. 323.
94. ↑  Martina, 1993, pp. 323-324.
95. ↑  Martina, 1993, p. 325.
96. ↑  Martina, 1993, pp. 325-326.
97. ↑  Martina, 1993, pp. 329-330.
98. ↑  Filoramo e Menozzi, 2008, pp. 191, 334-337.
99. ↑  Koenigsberger, Mosse e Bowler, 1999, pp. 295-296.
100. ↑  Martina, 1993, pp. 332-334.
101. ↑  Martina, 1993, pp. 332, 348.
102. ↑  Martina, 1993, pp. 349-350.
103. ↑  Martina, 1993, pp. 345-347.
104. ↑  Martina, 1993, pp. 358-360.
105. ↑  Martina, 1990, pp. 13-15.
106. ↑  Martina, 1990, pp. 16-17.
107. ↑  Martina, 1990, p. 23.
108. ↑  Martina, 1990, pp. 28-29.
109. ↑  Martina, 1990, p. 30.
110. ↑  Martina, 1990, p. 36.
111. ↑  Martina, 1990, pp. 37-38.
112. ↑  Martina, 1990, p. 42.
113. ↑  Martina, 1990, pp. 44-45.
114. ↑  Martina, 1990, pp. 52, 55.
115. ↑  Martina, 1990, pp. 77-78.
116. ↑  Martina, 1990, pp. 73-74.
117. ↑  Martina, 1990, pp. 61-62, 67-69.
118. ↑  Martina, 1990, p. 91.
119. ↑  Martina, 1990, p. 65.
120. ↑  Martina, 1990, pp. 84-85.
121. ↑  Martina, 1990, pp. 88-89.
122. ↑  Martina, 1990, pp. 209-210.
123. ↑  Martina, 1990, p. 211.
124. ↑  Martina, 1990, pp. 212, 218-220.
125. ↑   Pistoia, in Dizionario di storia, Roma, Istituto dell'Enciclopedia Italiana, 2010.
126. ↑  Martina, 1990, pp. 239-242.
127. ↑  Filoramo e Menozzi, 2008, pp. 370-371.
128. ↑  Filoramo e Menozzi, 2008, pp. 371-372.
129. ↑  Filoramo e Menozzi, 2008, p. 373.
130. ↑  Filoramo e Menozzi, 2008, pp. 374-375.
131. ↑  Filoramo e Menozzi, 2008, p. 377.
132. ↑  Filoramo e Menozzi, 2008, p. 378.
133. ↑  Ago e Vidotto, 2021, p. 263.
134. ↑  Martina, 1990, pp. 279-280.
135. ↑  Martina, 1990, pp. 281-282.
136. ↑  Filoramo e Menozzi, 2008, pp. 274-276.
137. ↑  Ago e Vidotto, 2021, p. 276-277, 270-280.
138. ↑  Filoramo e Menozzi, 2008, p. 258.
139. ↑  Martina, 1990, p. 280.
140. ↑  Filoramo e Menozzi, 2008, pp. 259-260.
141. 1 2  Ago e Vidotto, 2021, p. 277.
142. ↑  Martina, 1990, p. 292.
143. ↑  Rosa e Verga, 2002, p. 395.
144. ↑  Filoramo e Menozzi, 2008, p. 277.
145. ↑  Martina, 1990, p. 297.